# Monte Argentario
Monte Argentario (AFI: /ˈmonte arʤenˈtarjo/) è un comune italiano sparso di 11 644 abitanti della provincia di Grosseto in Toscana. Sede comunale e capoluogo è Porto Santo Stefano, situato sulla costa nord-occidentale mentre sulla costa sud-orientale si trova la frazione di Porto Ercole.
Posto nella Maremma Grossetana e parte della Costa d'Argento all'estremità meridionale della Toscana, ha una grande tradizione marinaresca. Il comune, noto per la sua vocazione turistica, è centro di rilevanza internazionale per la vela e la nautica da diporto.

## Geografia fisica

### Territorio
(Madre Teresa di Calcutta)

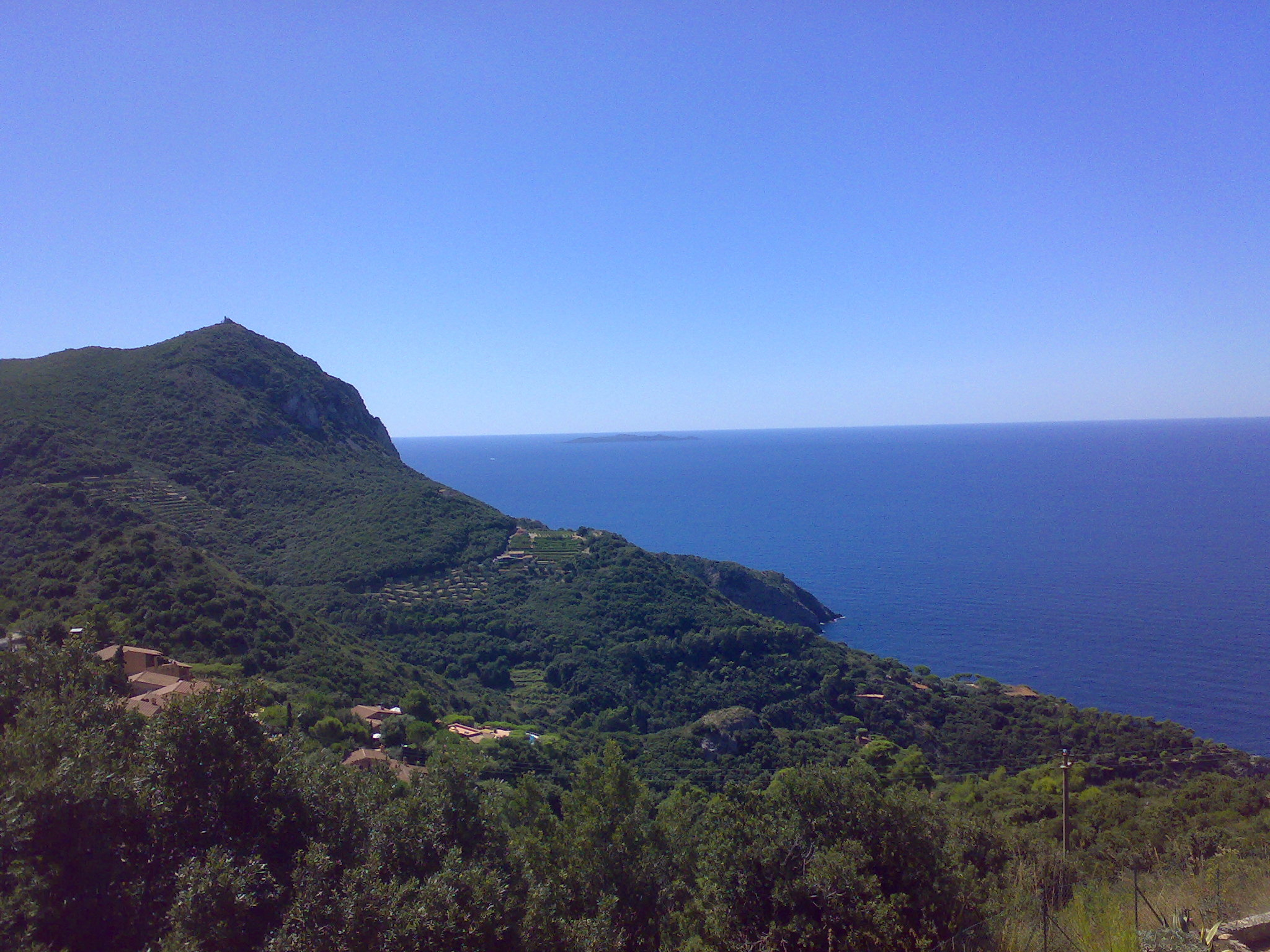
La costa di Capo d'Uomo

Il Monte Argentario è un promontorio che si protende nel mar Tirreno in corrispondenza delle due isole più meridionali dell'arcipelago toscano; l'Isola del Giglio e l'Isola di Giannutri. Anche l'Argentario nasce come isola, ma nel corso dei secoli l'azione congiunta delle correnti marine e del fiume Albegna ha creato due tomboli, il Tombolo della Giannella ed il Tombolo della Feniglia, che hanno unito l'isola alla terraferma, formando nel contempo la Laguna di Orbetello.

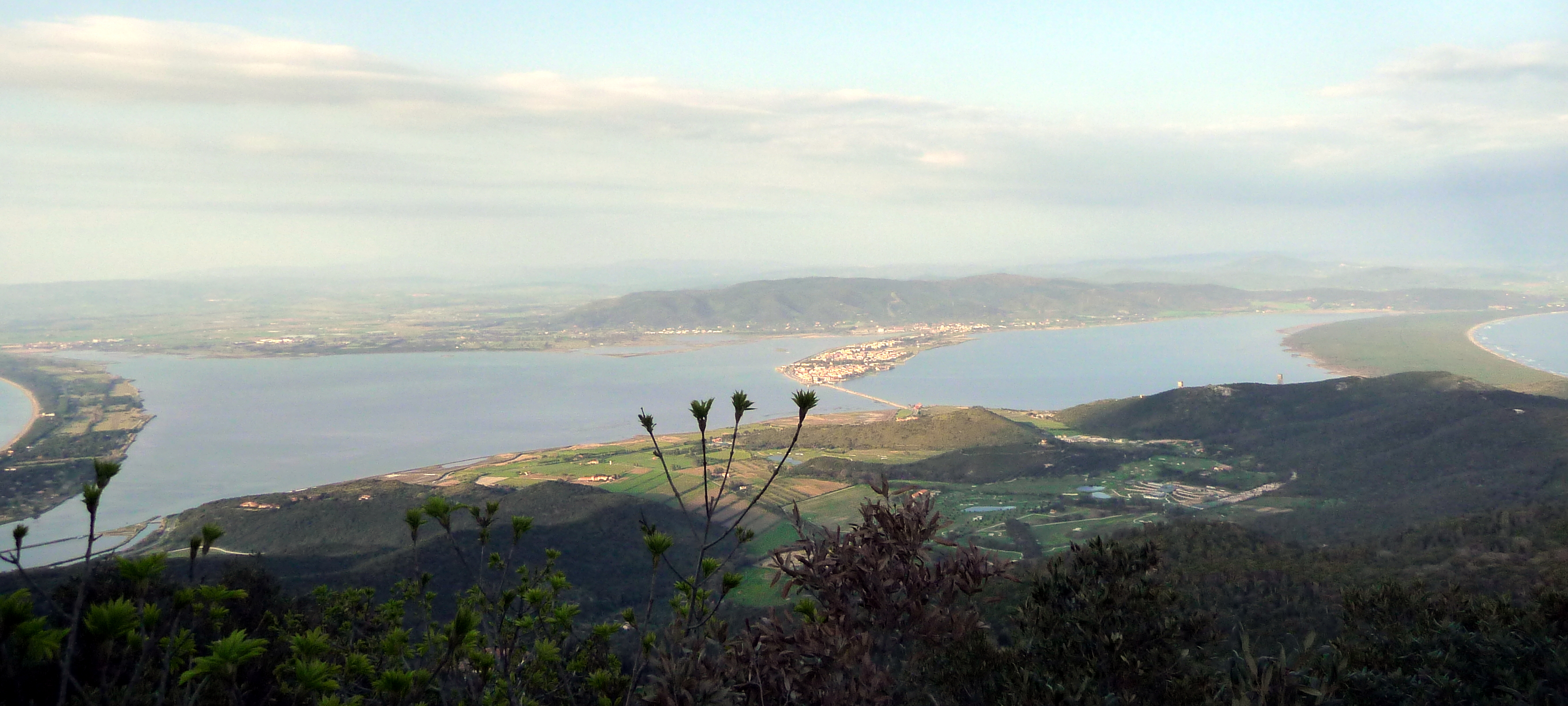
I tomboli che uniscono l'Argentario alla terraferma

Il Monte Argentario raggiunge il punto più alto in corrispondenza di Punta Telegrafo (635 m) ed è caratterizzato da un territorio completamente collinare e a tratti impervio, addolcito unicamente dall'opera dell'uomo che ha creato nel tempo delle terrazze dove si coltivano prevalentemente viti e ulivi. La costa, molto frastagliata, comprende cale e spiagge, prevalentemente sassose, di notevole bellezza dal punto di vista naturalistico e fa parte del Santuario dei cetacei istituito nel 1991 come area naturale marina protetta di interesse internazionale. Fanno parte del territorio comunale anche alcuni isolotti, l'Isolotto di Porto Ercole, l'Isola Rossa e l'Isola Argentarola.
- Classificazione sismica: zona 4 (sismicità molto bassa), Ordinanza PCM 3274 del 20/03/2003

### Clima
Il clima è di tipo mediterraneo, quindi abbastanza mite durante tutto il corso dell'anno, con un notevole aumento dell'umidità nel periodo estivo. Le precipitazioni sono piuttosto scarse (mediamente poco più di 455 mm annui) e raramente di lunga durata; si concentrano soprattutto nei mesi autunnali. L'eliofania, vale a dire il soleggiamento, raggiunge valori prossimi ai massimi assoluti dell'intero territorio nazionale italiano, con una media annuale di oltre 7 ore giornaliere (valore minimo in dicembre con una media di circa 4 ore al giorno e valori massimi superiori alle 11 ore giornaliere in giugno e luglio).
In base alle medie climatiche del trentennio 1971-2000, le più recenti in uso, la temperatura media del mese più freddo, gennaio, è di 5,9 °C, mentre quella del mese più caldo, agosto, è di 22,7 °C; mediamente si contano 14 giorni di gelo all'anno e 11 giorni annui con temperatura massima uguale o superiore a 30 °C. Nel trentennio esaminato, i valori estremi di temperatura sono i 37,8 °C dell'agosto 1998 e i −9,0 °C del gennaio 1979.
Le precipitazioni medie annue si attestano a 455 mm, mediamente distribuite in 51 giorni, con minimo prolungato tra il tardo inverno, la primavera e l'estate e moderato picco in autunno.
L'umidità relativa media annua fa registrare il valore di 72,8% con minimo di 64% a luglio e massimo di 79% a novembre; mediamente si contano 150 giorni annui con episodi nebbiosi.
Di seguito è riportata la tabella con le medie climatiche e i valori massimi e minimi assoluti registrati nel trantennio 1971-2000 e pubblicati nell'Atlante Climatico d'Italia del Servizio meteorologico dell'Aeronautica Militare relativo al medesimo trentennio.
| Monte Argentario (1971-2000) | Mesi | Mesi | Mesi | Mesi | Mesi | Mesi | Mesi | Mesi | Mesi | Mesi | Mesi | Mesi | Stagioni | Stagioni | Stagioni | Stagioni | Anno  |
| Monte Argentario (1971-2000) | Gen  | Feb  | Mar  | Apr  | Mag  | Giu  | Lug  | Ago  | Set  | Ott  | Nov  | Dic  | Inv      | Pri      | Est      | Aut      | Anno  |
| ---------------------------- | ---- | ---- | ---- | ---- | ---- | ---- | ---- | ---- | ---- | ---- | ---- | ---- | -------- | -------- | -------- | -------- | ----- |
| T. max. media (°C)           | 8,0  | 8,6  | 10,6 | 13,0 | 18,0 | 21,9 | 25,8 | 26,3 | 22,1 | 17,1 | 11,9 | 8,9  | 8,5      | 13,9     | 24,7     | 17,0     | 16,0  |
| T. min. media (°C)           | 3,7  | 3,7  | 5,2  | 7,3  | 11,6 | 15,1 | 18,5 | 19,1 | 15,7 | 12,1 | 7,6  | 4,8  | 4,1      | 8,0      | 17,6     | 11,8     | 10,4  |
| Precipitazioni (mm)          | 45,1 | 39,9 | 37,4 | 39,4 | 25,0 | 12,6 | 6,7  | 21,2 | 43,6 | 66,4 | 65,6 | 52,2 | 137,2    | 101,8    | 40,5     | 175,6    | 455,1 |
| Giorni di pioggia            | 5    | 4    | 4    | 6    | 4    | 2    | 1    | 2    | 4    | 6    | 7    | 6    | 15       | 14       | 5        | 17       | 51    |
| Umidità relativa media (%)   | 77   | 74   | 73   | 74   | 70   | 69   | 64   | 66   | 72   | 78   | 79   | 77   | 76       | 72,3     | 66,3     | 76,3     | 72,8  |

- Classificazione climatica: zona C, 1 399 GG[17]
- Diffusività atmosferica: alta, Ibimet CNR 2002

## Origini del nome
Il promontorio, noto nell'antichità col nome di promontorio Cosano (dalla città di Cosa [Cosa o Cosae] che sorgeva sulla costa presso il punto di distacco del tombolo di Feniglia), è ricordato con questo nome (Argentarius mons) la prima volta in Rutilio Namaziano; nome non derivato certo da miniere di argento, che non vi furono mai, bensì, come opinano Giorgio Santi ed Emanuele Repetti, dalla lucentezza delle rocce micacee o, come ritiene Assunto Mori, dall'ufficio di argentarî o banchieri tenuto dalla gens Domizia, proprietaria del luogo, dove esercitò proficuamente la pesca.

## Storia

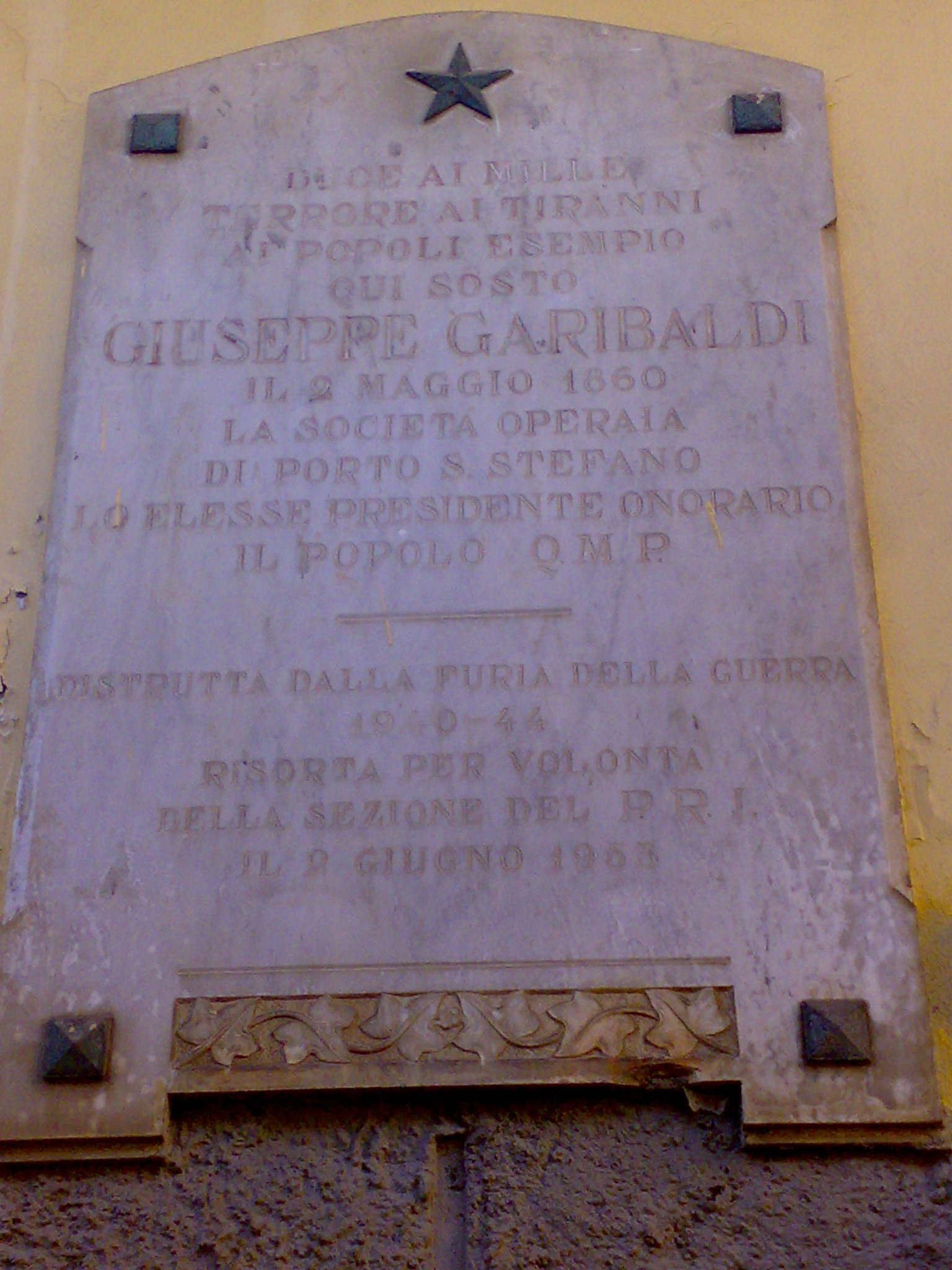
Targa in ricordo della sosta dei mille a Porto Santo Stefano il 9 maggio 1860.

Il promontorio era probabilmente già abitato dagli Etruschi, la cui presenza nella Maremma circostante è ampiamente documentata da resti archeologici. La storia di Monte Argentario è tuttavia maggiormente conosciuta allorquando alla guida etrusca dell'Etruria si sostituisce quella romana e l'intera zona entrò a far parte della proprietà personale della famiglia dei Domizi Enobarbi che la ottennero come risarcimento delle somme da loro prestate alla repubblica romana durante la seconda guerra punica.
I porti e approdi di Portu Herculis, Incitaria e Domitiana sull'Argentario, sono tutti menzionati nell'Itinerarium Maritimum, tra i porti e gli approdi del tragitto marittimo che da Roma conduceva in Provenza.
Nel IV secolo passò sotto il controllo della Chiesa romana. Nel Medioevo, anche in conseguenza del minor traffico che si svolgeva sulla via Aurelia e del progressivo impaludamento della Maremma, questi luoghi rimasero a lungo poco abitati.
Nel basso Medioevo il monte seguì le sorti di Orbetello, passò sotto i possedimenti degli Aldobrandeschi, degli Orsini, di Ladislao re di Napoli e di Siena, per finire poi sotto il dominio degli Spagnoli intorno alla metà del Cinquecento. A quest'epoca risalgono le costruzioni e fortificazioni che Filippo II fece erigere per difendere il promontorio e le terre circostanti da eventuali attacchi turchi, facendone il perno difensivo dello Stato dei Presidi e riattivando la vita civile di questi luoghi. Gli Spagnoli, costruirono sul promontorio e lungo l'intera costa tra Talamone e Ansedonia, una serie di fortezze e torri di avvistamento, tra queste, la fortezza Spagnola a Porto Santo Stefano e forte Filippo, forte Stella e la Rocca aldobrandesca a Porto Ercole. La dominazione spagnola durò fino al 1714 e l'Argentario finì sotto il controllo degli Austriaci fino al 1738 per poi passare sotto il governo dei Borbone di Napoli fino al periodo napoleonico. Sconfitto Napoleone, nel 1815 i possedimenti spagnoli passarono al Granducato di Toscana fino al 1860, quando furono annessi al Regno d'Italia. Fatto storico fu la sosta di Garibaldi e i Mille il 9 maggio 1860 a Porto Santo Stefano, durante il viaggio di trasferimento da Quarto a Marsala.
Durante l'ultimo conflitto mondiale, Porto Santo Stefano costituiva per i tedeschi una base logistica molto importante, per questo Monte Argentario fu teatro di violenti bombardamenti, i centri abitati furono duramente colpiti dagli alleati subendo la perdita di molti civili. L'episodio venne enfatizzato da Radio Londra, come il successo dei prossimi vincitori del conflitto sulla zona che allora costituiva la vera piazzaforte della Wehrmacht in Italia. I bombardamenti fecero di Monte Argentario il secondo comune in Italia più distrutto dalle incursioni aeree anglo- americane, dopo Cassino, nella seconda guerra mondiale.
Nel 1971 a Monte Argentario venne isolato per la prima volta il Virus Toscana in alcuni flebotomi.

### Simboli
La blasonatura ufficiale dello stemma di Monte Argentario, riconosciuto con decreto del Capo del Governo del 24 aprile 1929, è la seguente:

La blasonatura del gonfalone è invece la seguente:
 Il gonfalone si fregia dell'insegna di Comune Garibaldino.
Il comune è dotato inoltre di una bandiera che, unitamente a quella nazionale e a quella dell'Unione Europea, verrà esposta, nel palazzo Civico e nella Delegazione, ogni qualvolta il consiglio comunale sarà in seduta, o nelle ricorrenze civili. Tale bandiera, divisa in bande verticali azzurro, bianco, azzurro, delle quali il bianco centrale è doppio dell'azzurro di ciascuna banda laterale; nel centro verrà riportato lo stemma comunale di cui al 1º comma dell'art. 4 dello Statuto, circondato dalle stelle d'oro della Comunità Europea.

### Onorificenze
Medaglia d’argento della Regione Toscana
Il comune è stato insignito dell'onorificenza per l'impegno, la solidarietà e la generosità offerta in occasione del naufragio della nave da crociera Costa Concordia nelle acque dell'isola del Giglio nella notte di venerdì 13 gennaio 2012.

## Monumenti e luoghi d'interesse

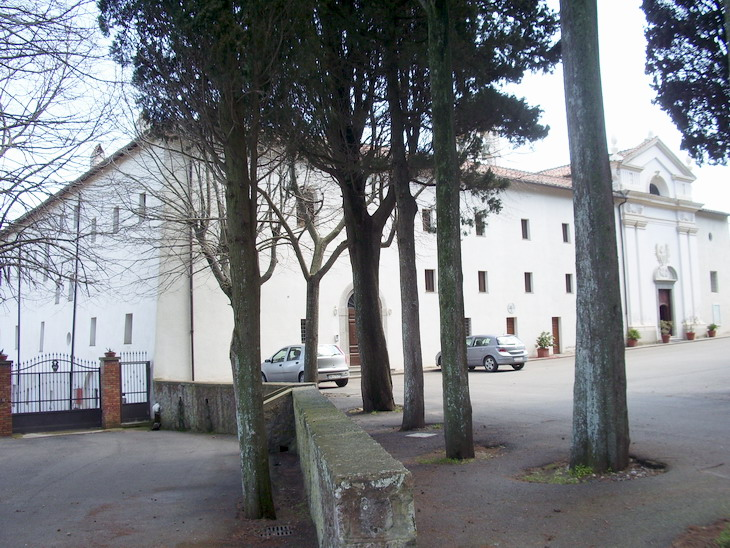
Convento dei Padri Passionisti

### Architetture religiose
Convento della Presentazione al Tempio
Conosciuto come convento dei Padri Passionisti. Venne edificato in epoca settecentesca. Si trova in posizione dominante e isolata sulla sponda settentrionale di Monte Argentario, lungo la strada che conduce alla vetta di monte Telegrafo. Il complesso costituisce la casa madre della Congregazione dei padri passionisti ed è costituito da una parte conventuale e dalla chiesa.
Chiesa e noviziato di San Giuseppe
Isolato sul monte Argentario poco oltre il convento dei Passionisti, include il monastero e la chiesa edificati anch'essi nel corso del Settecento. Fu voluto da san Paolo della Croce come ritiro per i novizi.
Chiesa di Sant'Erasmo
Situata nel borgo antico, è uno dei luoghi di culto cattolici più antichi di Porto Ercole, era la chiesa in cui trovavano sepoltura i governanti spagnoli. Secondo l'ipotesi ufficiale, fu qui ricoverato, già in fin di vita, il pittore Michelangelo Merisi, detto Caravaggio, il 18 luglio 1610, trovato moribondo sulla spiaggia della Feniglia.
Chiesa di San Rocco
Si trova lungo la strada all'ingresso dell'abitato di Porto Ercole, ai piedi della collina sulla quale sorge forte Filippo. Fu costruita su un antichissimo eremo e restaurata nel Settecento da don Antonio Perez come attestato dalla lapide sopra l'entrata.
Chiesa di San Paolo della Croce

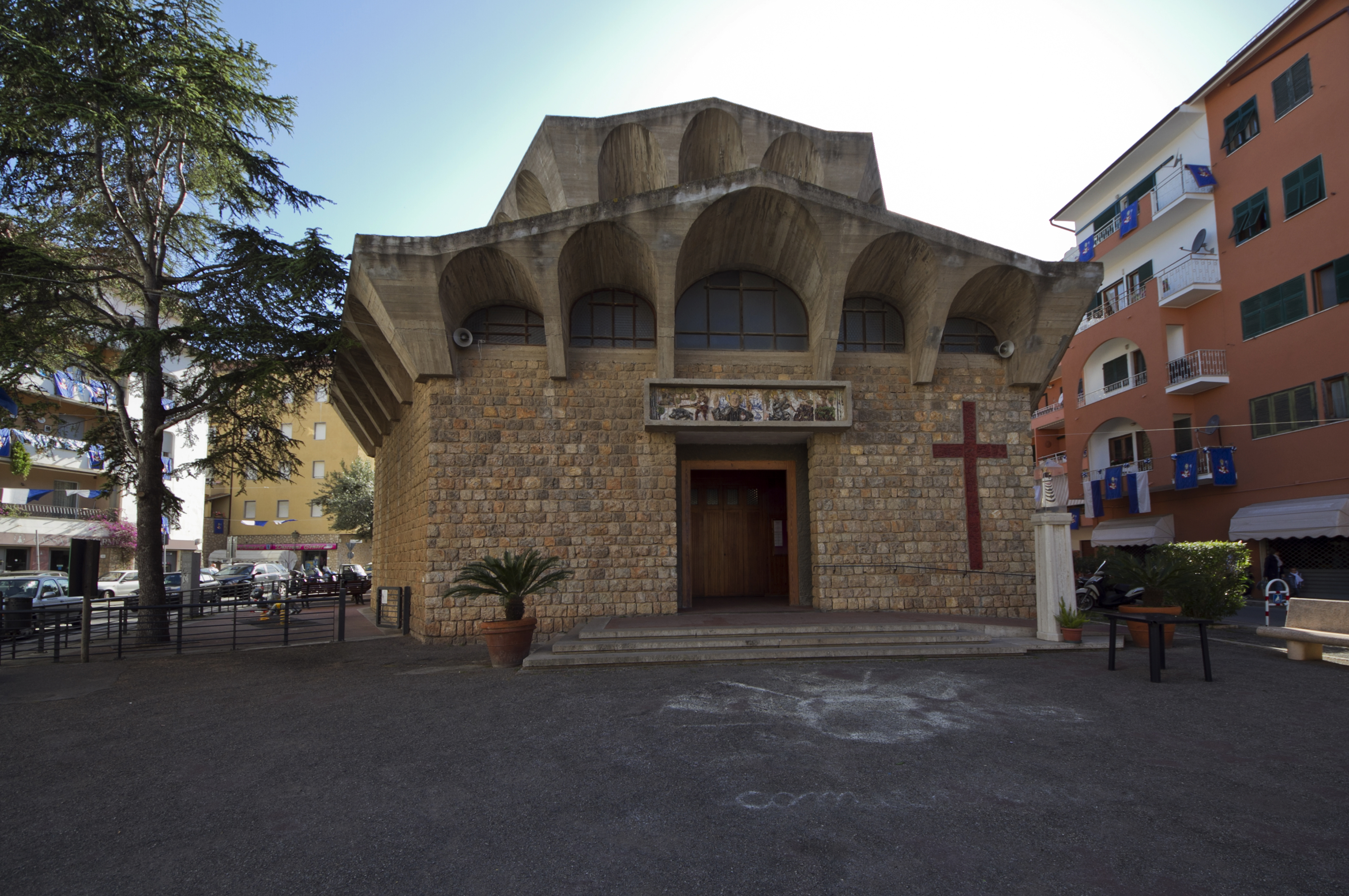
Chiesa di San Paolo della Croce a Porto Ercole

Sita nella parte più recente di Porto Ercole, nasce nel 1986 dall'unione della parrocchia di Sant'Erasmo, che comprendeva l'antico abitato e quella di San Paolo della Croce che comprendeva il rione delle Grotte e le zone di recente costruzione. La chiesa di San Paolo della Croce venne aperta al pubblico nel 1966, si tratta di un edificio moderno, composto da due cappelle a volta di circa 500 m². progettato da Mario Luzzetti.
Chiesa di Santo Stefano

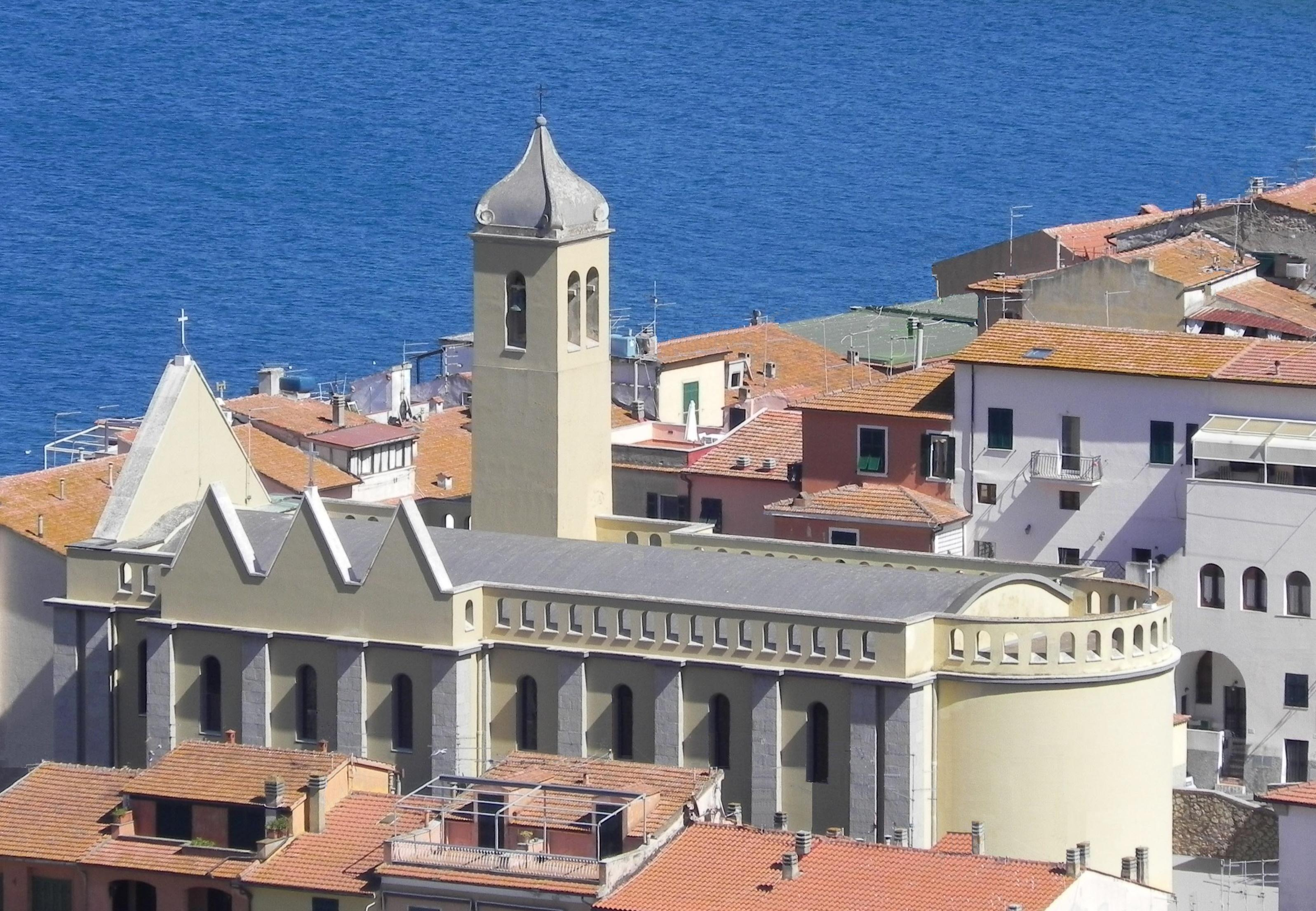
Chiesa di Santo Stefano Protomartire a Porto Santo Stefano

Costruita dagli Spagnoli a Porto Santo Stefano durante il Seicento, ricostruita nel secondo dopoguerra dopo che l'antica chiesa venne fatta saltare dalle truppe tedesche il 7 giugno 1944. Fu consacrata il 25 dicembre 1950.
Chiesa dell'Immacolata Concezione
Edificio parrocchiale di aspetto futuristico posto nel rione del Valle a Porto Santo Stefano, è stato realizzato tra il 1973 e il 1979 su progetto di Carlo Boccianti benché la prima pietra fosse già stata benedetta e posizionata il 9 aprile 1961 dal vescovo Paolo Galeazzi. L'inaugurazione è avvenuta il 7 dicembre 1979, nel 2004 è stato oggetto di restauro.
Chiesa della Santissima Trinità
Situata in località Pozzarello, si tratta di un moderno edificio parrocchiale realizzato tra il 1999 e il 2002 su progetto di Carlo Boccianti. La chiesa è stata consacrata il 22 giugno 2002.

#### Altri edifici religiosi
- Cappella della Madonna di Loreto, cappella ottocentesca situata presso la torre della Peschiera di Nassa. Fu costruita all'inizio dell'Ottocento per dotare la torre di una cappella gentilizia di cui fino ad allora era priva.
- Chiesa del Corpo di Guardia sconsacrata. Si trova presso la Porta Senese di Porto Ercole
- Chiesa di Santa Croce, antico ospedale provvisto di cappella, situato a monte della chiesa di Sant'Erasmo, a Porto Ercole.
- Chiesa di San Sebastiano, edificio religioso sconsacrato situato presso il quartiere di le Grotte, a Porto Ercole.
- Cappella dei Passionisti, cappella settecentesca situata lungo la strada tra il convento e il noviziato di San Giuseppe.

### Architetture civili
Palazzo dei Governanti

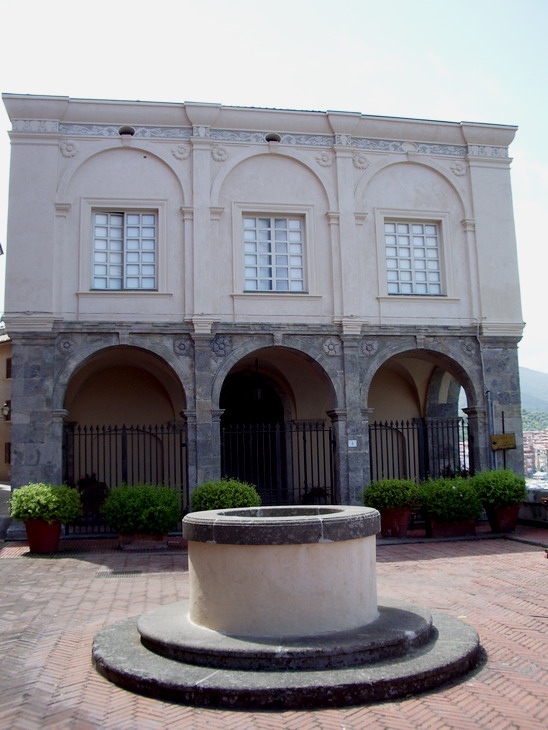
Il palazzo dei Governanti a Porto Ercole

Costruito a Porto Ercole nella prima metà del Cinquecento come luogo di residenza dei governanti spagnoli dello Stato dei Presidi, che aveva come capitale la vicina Orbetello. L'originario complesso si presentava più ampio, a causa dei danneggiamenti apportati nella parte posteriore durante la seconda guerra mondiale.
Fattoria di Terrarossa
Complesso rurale del XVII secolo costruito dagli Spagnoli nell'omonima località nella parte nord-orientale del promontorio. È sede di un complesso alberghiero.
Villa La Giocondiana (Villa Viti)
Costruita a Porto Santo Stefano negli anni 1920 dall'architetto Giovanni Maria Viti, una tra le poche residenze d'epoca rimaste indenni ai bombardamenti del 1944.
Villa La Cacciarella
Conosciuta come villa Feltrinelli, si trova in posizione dominante a picco sul mare di punta Cacciarella, sulla costa occidentale dell'Argentario. Fu fatta costruire per volontà dell'editore Carlo Feltrinelli nel 1940 su progetto degli architetti milanesi Pozzi e Lancia. Feltrinelli morì poco prima e dal 1943 quelle stanze vennero abitate dalla vedova Giannalisa e dal marito Luigi Barzini, che lì si rifugiarono dai bombardamenti della guerra. Alcuni biografi raccontano che proprio a quei tempi nel rifugio della villa, Giangiacomo Feltrinelli allora adolescente iniziò a pensare al comunismo e alla rivoluzione frequentando gli operai che costruirono il rifugio e guardando con un certo interesse agli esplosivi impiegati negli scavi. Lì nacque Benedetta Barzini, secondogenita della coppia. Nel 2005 la residenza assunse rilevanza nazionale come sede del matrimonio di Anna Falchi con Stefano Ricucci. Nel 2015 è stata acquistata e ristrutturata dall'oligarca russo German Chan. Dal 15 marzo 2022, il magnate risulta nella black list degli oligarchi russi finiti nel mirino delle sanzioni dell'Unione europea nell'ambito del conflitto russo-ucraino. L'immobile sarebbe intestato ad Alfa Group di cui è azionista di maggioranza German Chan, considerato una delle persone più influenti della Russia, in stretta relazione con Vladimir Putin.

#### Residenze moderne
- Villa l'Elefante Felice (The Happy Elephant), costruita nel 1960 in località Sbarcatello, appartenuta alla famiglia reale dei Paesi Bassi per oltre 40 anni, il cui nome derivava dal fatto che il principe consorte Bernardo era diventato un animalista convinto, dopo essere stato un cacciatore altrettanto convinto.[51][52] L'architetto della villa fu il principe Pier Francesco Borghese.[53] Nel 2008 è stata acquistata e ristrutturata da un imprenditore belga della birra Heineken.[54][55]
- Villa Italiesin, costruita a Poggio Pertuso di Porto Ercole nel 1960 su progetto di Christian Norberg-Schulz.[56][57]
- Villa Valdroni, costruita a Poggio Pertuso di Porto Ercole tra il 1968 e il 1970 su progetto di Oreste Martelli Castaldi.[57][58]
- Villa Ricci, in località Cala Piccola, realizzata su progetto dell'architetto Julio Garcia Lafuente nel 1977.[57]
- Villa Rebecchini, in località Casacce a Porto Ercole, realizzata su progetto dell'architetto Julio Garcia Lafuente nel 1977.[57][59]

### Architetture militari
Fortezza Spagnola

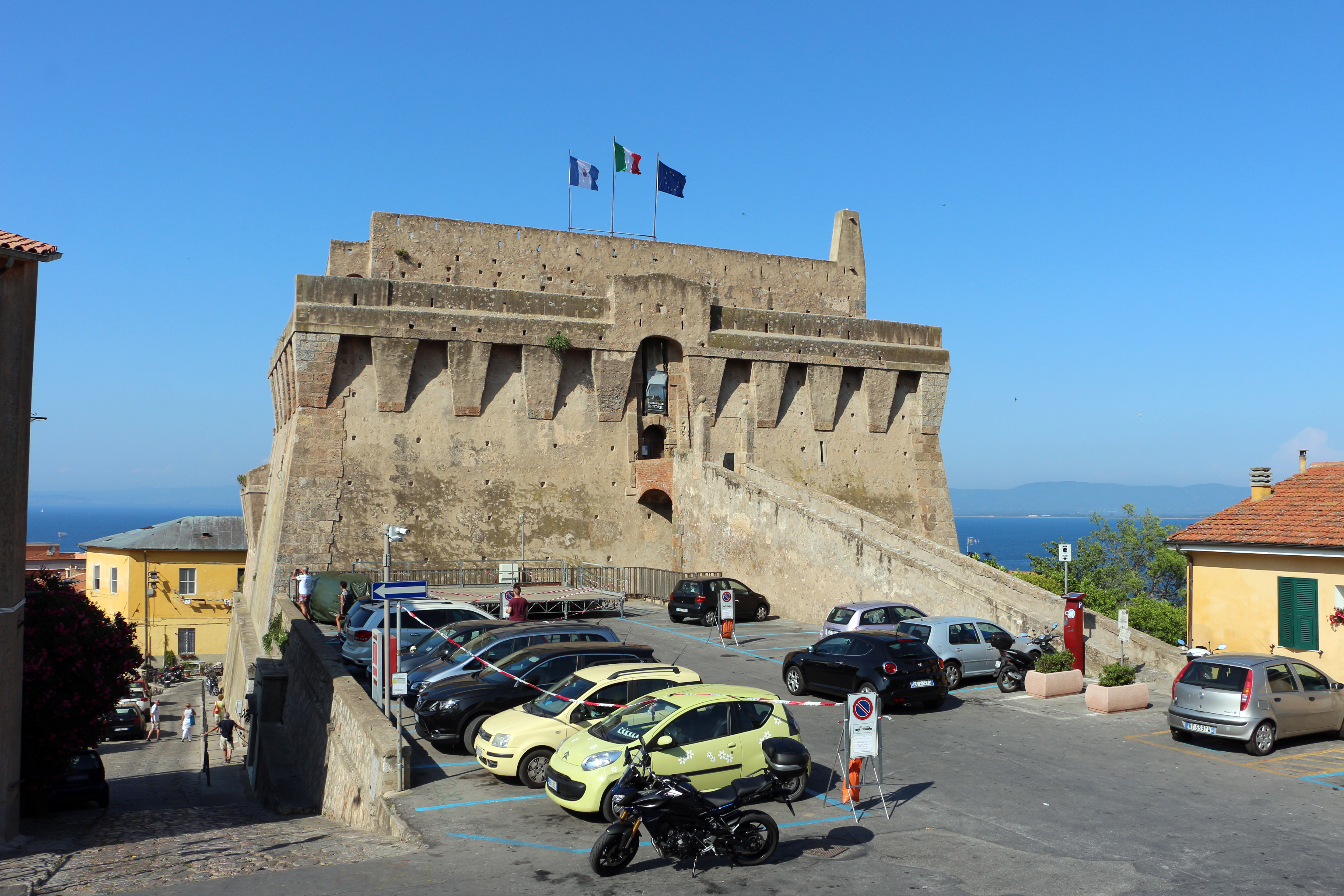
La Fortezza Spagnola di Porto Santo Stefano.

Si trova in posizione dominante l'abitato di Porto Santo Stefano, venne costruita dagli Spagnoli tra la fine del XVI e gli inizi del XVII secolo, dopo che Porto Santo Stefano entrò a far parte dello Stato dei Presidi. È sede museale facente parte della rete provinciale Musei di Maremma.
Rocca aldobrandesca

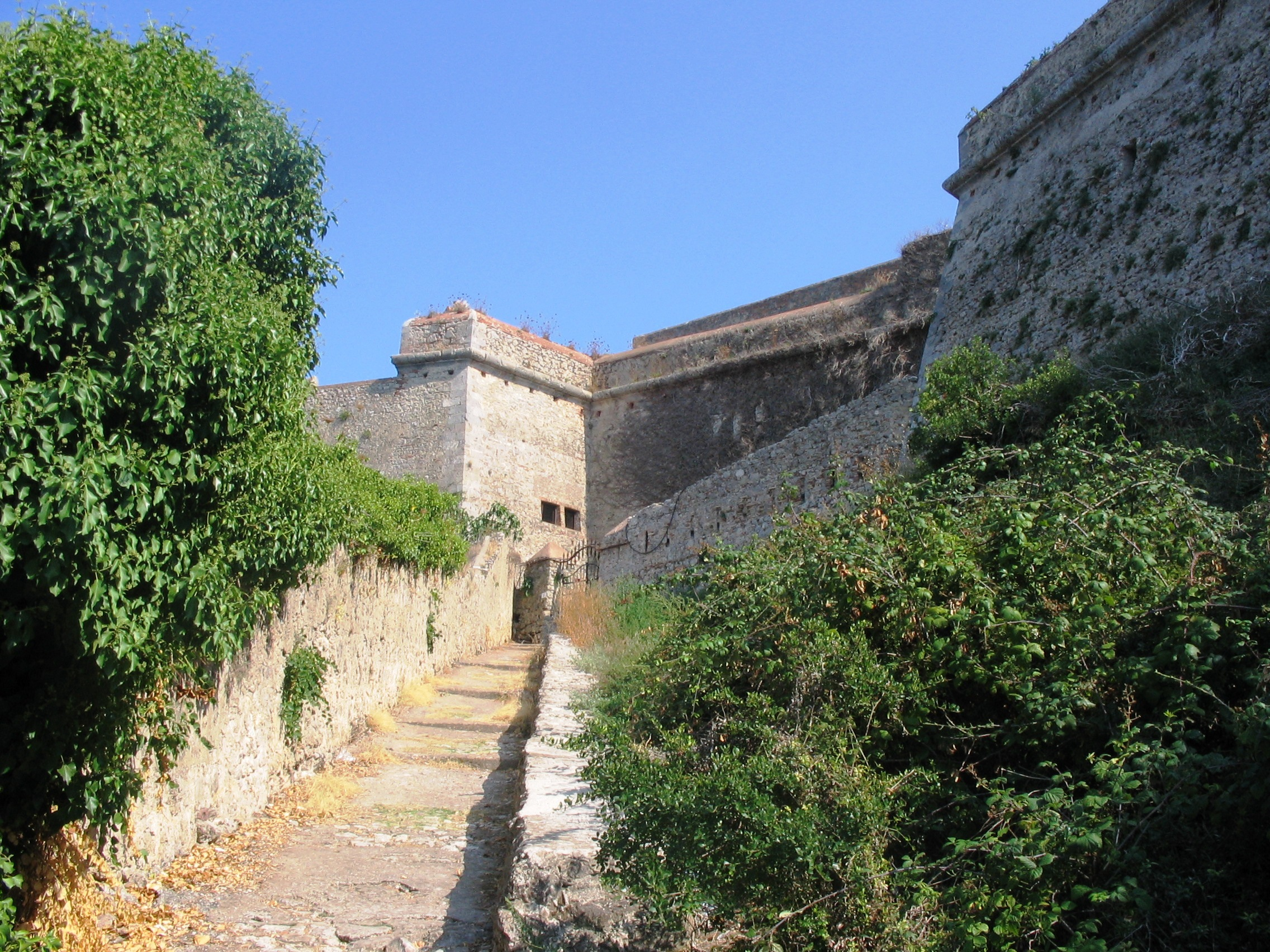
La Rocca di Porto Ercole.

Costituiva uno dei baluardi del sistema difensivo del promontorio. Dopo la seconda guerra mondiale venne definitivamente chiusa e venduta interamente a privati, che hanno in parte trasformato i fabbricati interni in residenze abitative, mentre altri ambienti esterni al fossato perimetrale sono di proprietà comunale.
Forte Filippo
Venne costruito dall'architetto Giovanni Camerini poco dopo la metà del Cinquecento, nel luogo dove sorgeva una struttura di avvistamento di epoca precedente. Nella seconda metà del XX secolo il complesso fu ceduto a privati, in seguito restaurato e riportato agli antichi splendori; i fabbricati situati all'interno del fortilizio, che in passato erano adibiti a funzioni militari, sono stati trasformati in edifici abitativi.
Forte Stella
Nei pressi di Porto Ercole, su un promontorio che si eleva a ovest dell'abitato. Rimasta di proprietà demaniale, l'intera struttura fortificata è stata oggetto di restauri effettuati negli anni novanta del secolo scorso, che l'hanno riportata agli antichi splendori, permettendo un ottimo stato di conservazione. È sede di mostre e rassegne culturali durante il periodo estivo.
Forte Santa Caterina
La sua costruzione, vicino al forte Filippo, fu voluta per il controllo dell'insenatura in cui sorge il porto di Cala Galera. Le funzioni di guardia e di offesa caratterizzarono questa struttura fino agli inizi dell'Ottocento; con l'annessione dell'intero territorio al Granducato di Toscana, la fortificazione venne progressivamente dismessa. Alla fine del secolo, la struttura svolse il ruolo di infermeria per i prigionieri che venivano detenuti al forte Filippo.
Mura di Porto Ercole
Costituivano il sistema difensivo di Porto Ercole, con la Porta Senese ad arco gotico che si apre sul lato orientale consentendo l'accesso al borgo. Sono rafforzate dal bastione di Santa Barbara e dalla sovrastante Rocca aldobrandesca.
Polveriera di Monte Argentario
Complesso militare sulla sommità del Poggio della Polveriera, che si eleva in posizione dominante rispetto alla Laguna di Orbetello nei pressi di Porto Ercole. Costruita nel tardo Settecento, era adibita a deposito di munizioni; comprende il coevo annesso che ospitava la guarnigione.
Faro di Porto Ercole
Risalente al 1862, venne attivato dalla Regia Marina per l'illuminazione della costa orientale del promontorio dell'Argentario. L'infrastruttura è costituita da una torre cilindrica in muratura bianca con galleria interna, che si eleva al di sopra del bastione che chiude la Rocca Aldobrandesca di Porto Ercole.

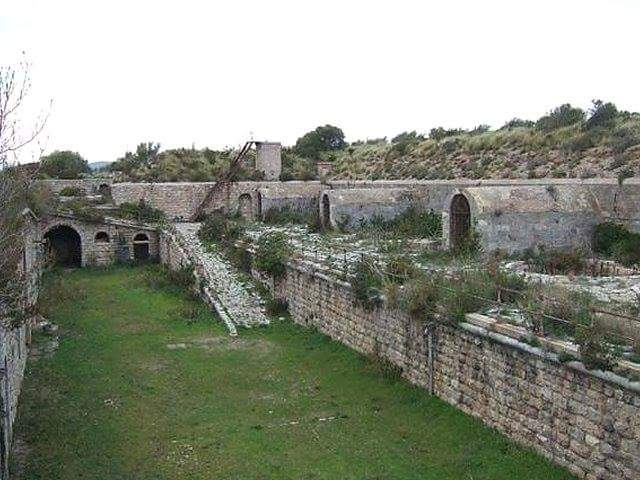
Forte del Pozzarello
La struttura difensiva costiera fu costruita nella seconda metà dell'Ottocento, ed è stata l'ultima fortificazione in ordine cronologico ad essere stata realizzata nell'area del promontorio dell'Argentario. Fu progettata nel 1874 e ultimata nel 1888. Durante la seconda guerra mondiale venne allestita la contraerea nel tentativo di difendere la zona dai bombardamenti aerei. Dal dopoguerra in poi, la fortificazione fu di fatto trasformata in un grande deposito di armi e munizioni, che venne definitivamente dismesso nel 1975. Dopo la chiusura, il forte venne completamente abbandonato.
Faro di Lividonia
Il complesso, risalente al 1883, venne attivato a ovest di Porto Santo Stefano dalla Regia Marina per l'illuminazione della punta nord-occidentale del promontorio dell'Argentario. Il suo aspetto è stato conferito da una ristrutturazione avvenuta nel 1926.
Semaforo dei Ronconali
Originariamente l'infrastruttura semaforica era ospitata all'interno di un edificio in muratura a pianta rettangolare, costituito da due corpi di fabbrica addossati tra loro, quello rivolto verso terra, disposto su due livelli, con la facciata principale dove al centro si apriva il portone d'ingresso e quello rivolto verso il mare, disposto su tre livelli, che culminava con una torretta sommitale a pianta quadrangolare che sovrastava l'intera struttura. Dopo la dismissione il complesso fu venduto a privati, nel 2011 è stato ristrutturato e riportato all'aspetto originario.
Siluripedio
Struttura militare costruita a Porto Santo Stefano nel 1943 dal Silurificio Moto Fides S.A. di Livorno, filiale della Whitehead Sistemi Subacquei, per la sperimentazione, la messa a punto e il collaudo dei siluri in mare. Distrutta dai bombardamenti alleati lo stesso anno, non entrò mai in funzione. I resti delle colonne portanti sono diventate dei reperti di archeologia industriale, si trovano ancora in mare nei pressi dell'omonima località.

#### Torri costiere

Carta posizionale delle torri costiere

La torre di Santa Liberata all'inizio del XX secolo.

Torre Avvoltore

- Torre della Peschiera di Nassa
- Torre di Santa Liberata
- Torre del Calvello
- Torre dell'Argentiera
- Torre di Lividonia
- Torre della Cacciarella
- Torre di Poggio Natalino
- Torre di Cala Grande
- Torre di Cala Moresca
- Torre di Cala Piccola
- Torre di Capo d'Uomo
- Torre della Maddalena
- Torre delle Cannelle
- Torre Ciana
- Torre Avvoltore
- Torre dell'Acqua
- Torre del Mulinaccio

##### Fortificazioni e torri scomparse
- Torre Antica a Porto Santo Stefano.
- Forte del Lazzeretto a Porto Santo Stefano.
- Forte Tre Natali, nei pressi di Porto Santo Stefano.
- Forte dello Sconcione, struttura difensiva napoleonica progettata e mai realizzata nell'area tra il Forte Tre Natali e la Torre di Lividonia.
- Forte di Pian di Cocci, struttura difensiva napoleonica presso il canale di Santa Liberata, di cui rimangono pochi resti.
- Torre di Punta Telegrafo, alla sommità del Monte Telegrafo, ove è situata la stazione meteorologica di Monte Argentario.
- Forte di Terrarossa, struttura difensiva napoleonica costruita presso l'omonima località, della quale sono state perse le tracce.
- Torre del Pertuso, sull'omonimo poggio nei pressi di Porto Ercole.
- Torre del Pagatore, sulle sponde della laguna di fronte ad Orbetello.
- Forte Avvoltojo, presso il Forte Stella.
- Forte Sant'Ermo, presso il Forte Filippo.
- Forte Ercoletto, presso Porto Ercole.
- Forte Galera, presso Porto Ercole.
- Forte Guasparino, presso Porto Ercole.
- Forte Stronco, presso Porto Ercole.
- Forte Sant'Ippolito, presso Porto Ercole.

### Altro

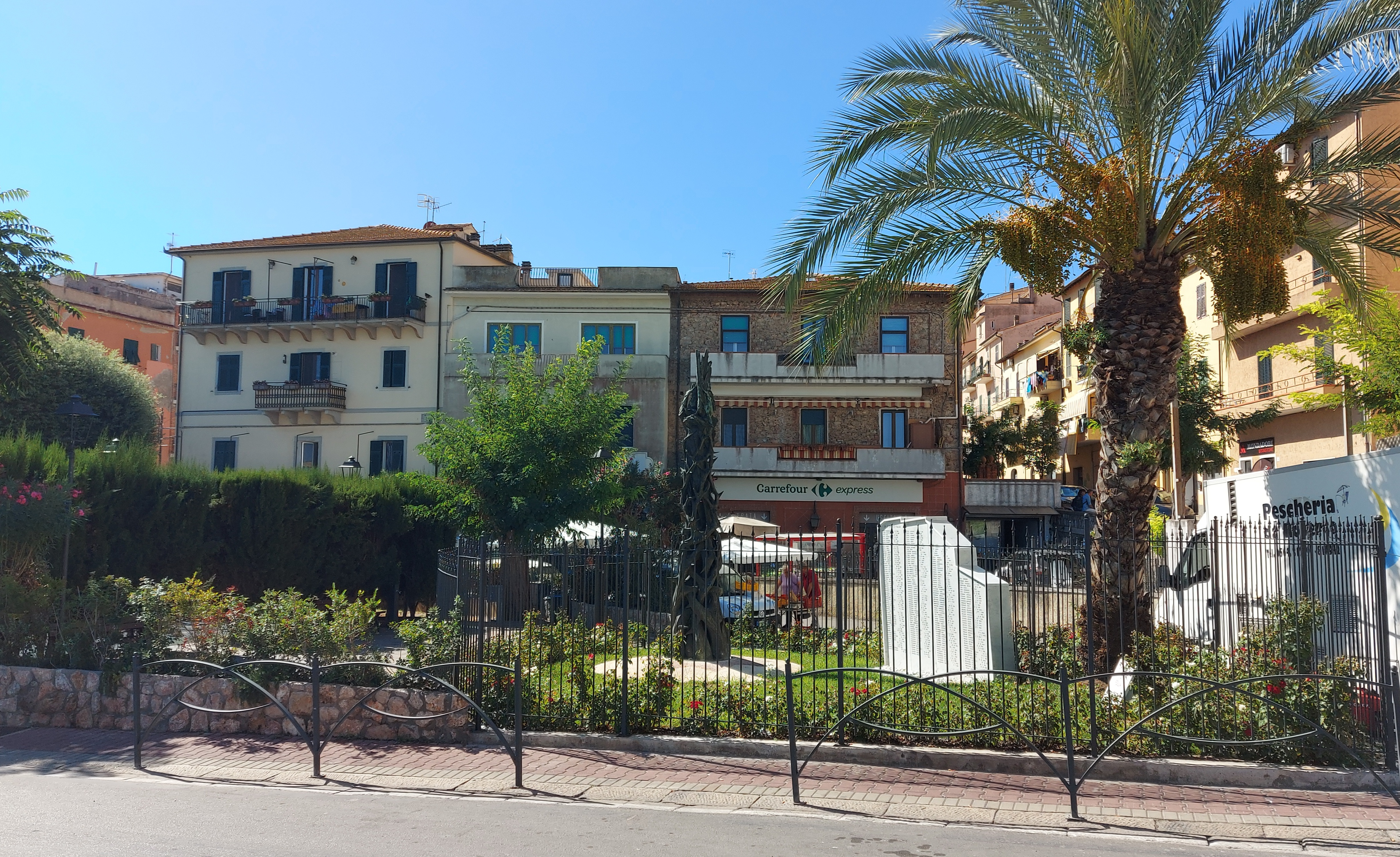
Monumento ai caduti delle due guerre mondiali a Porto Santo Stefano.

- Croce monumentale, costruita nel 1934 per volere dei frati passionisti e della popolazione, fu distrutta dai bombardamenti alleati nel 1944 e ricostruita nello stesso punto e sullo stesso basamento nel 1948[61]. Si trova sulla strada che dal convento della Presentazione al Tempio porta a Punta Telegrafo ed è un punto di riferimento panoramico e storico di Monte Argentario[62].
- Monumento ai caduti delle due guerre mondiali, posto in via della Vittoria a Porto Santo Stefano, realizzato nel 1964, dallo scultore Goffredo Verginelli[63], su progetto di Giovanni Maria Viti, poeta, giornalista, scultore, pittore, nonché arguto osservatore delle tradizioni marinaresche del promontorio[64]. Il monumento sorge al posto di un altro che commemorava i caduti della prima guerra mondiale: si trattava di un soldato di marmo bianco, realizzato nel 1922 e distrutto dai bombardamenti del 1943. Nel 2022 è stato spostato in un'area adiacente per consentire la creazione del parco giochi dedicato a Raffaella Carrà[65].
- Monumento ai caduti del mare, situato sul lungomare dei Navigatori a Porto Santo Stefano, è stato realizzato dallo scultore Egidio Ambrosetti nel 1999 ed è composto da una monumentale scultura bronzea dal titolo Tromba marina.[66]
- Monumento alla memoria dei caduti civili sotto i bombardamenti del 1943, posizionato sul lungomare dei Navigatori di Porto Santo Stefano, è composto da una bomba d'aereo disattivata e due steli con i nomi dei caduti[67]. È stato posizionato accanto ad un altro già presente, dedicato alla Protezione civile[68].
- Statua del Cristo Redentore, ubicata nei fondali di Cala Grande, è stata inaugurata nel 1990 e restaurata nel 2014. È una frequentata meta di pellegrinaggio subacqueo[69].
- Monumento ai Caduti della Grande Guerra e ai dispersi in mare di Porto Ercole. Si trova in piazza Roma, è un insieme di elementi lapidei che culmina in alto con la statua di un soldato in marmo bianco. Sul fronte del monumento si trovano le lastre commemorative con i nomi dei Caduti e Dispersi in terra e per mare[70].
- Monumento a Caravaggio,[71] posto all'entrata di Porto Ercole, è stato realizzato nel 2002 dall'architetto Giuseppe La Fauci, uno degli autori del ritrovamento dei resti ossei dell'artista nella località.[72]

### Siti archeologici

#### Le grotte carsiche

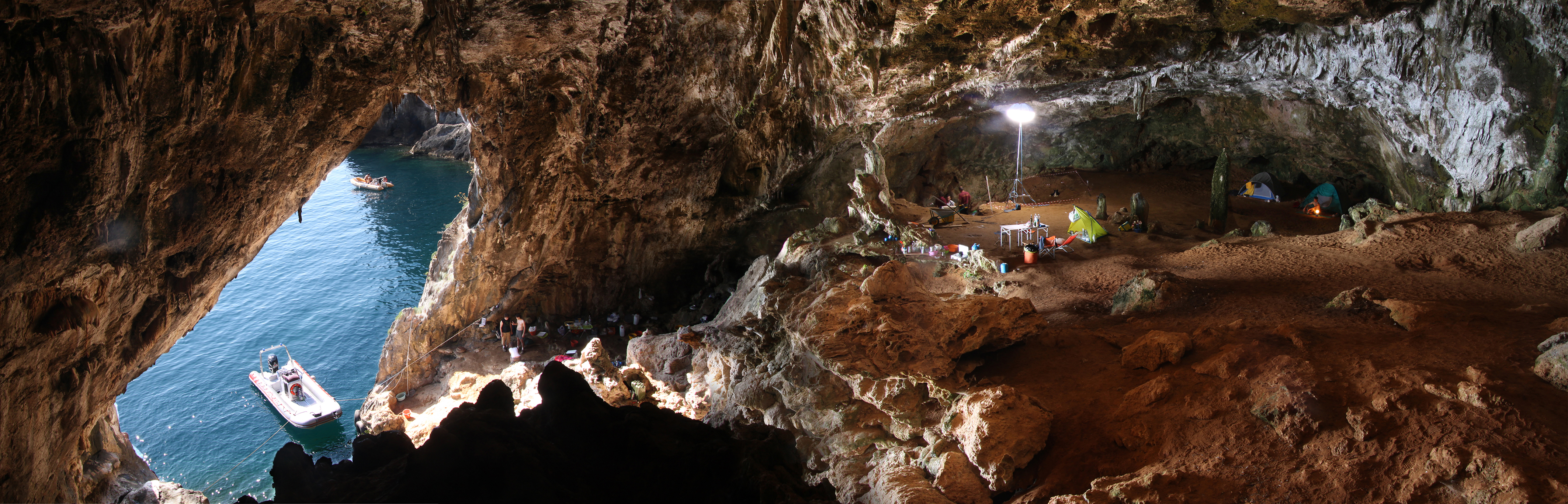
Il sito Paleolitico nella Grotta dei Santi

L'intero promontorio è composto da mucchi di detriti calcarei che con il tempo hanno subito un'erosione di tipo carsico e marino, formando numerose grotte con presenza di stalattiti, stalagmiti, laghetti sotterranei, gallerie e cunicoli che furono abitati in epoca neolitica.
Grotta grande dell'Argentarola
Grotta sottomarina situata nell'isolotto dell'Argentarola, sito rilevante nell'ambito delle ricerche condotte per lo studio del clima ed in particolare dei cambiamenti che si sono verificati nel passato cui sono correlati abbassamenti ed innalzamenti del livello del mare.
Grotta dei Santi
Posta nell'omonima cala, si apre nella costa sud-orientale dell’Argentario ed è caratterizzata dalla presenza di reperti preistorici datati al Paleolitico medio. Il sito ha restituito tracce di occupazioni di Neandertal tra 50.000 e 40.000 anni fa ed è oggetto di studi fin dagli anni 1950. È sede permanente di una campagna di scavo alla quale partecipano studiosi dell'Università di Pisa, di Siena e dell'Università di San Paolo del Brasile.
Grotta di Punta degli Stretti (del Granduca)
Posta lungo la strada provinciale 161 che da Orbetello conduce a Porto Santo Stefano, scoperta nel 1842 è caratterizzata dalla presenza di laghi interni con numerose sale e gallerie, mete di frequenti escursioni. In essa sono stati ritrovati resti di ossa e utensili di età neolitica.
Altre grotte carsiche sono: la Grotta del Turco, lungo la costa della Cacciarella, la Grotta Azzurra, presso Punta Avoltore, la Grotta di Nonna Vittoria, situata a Punta della Riccia e la Grotta della Polveriera di Poggio Mortaio, dove è stata rinvenuta una spiaggia Tirreniana.

#### Altri siti archeologici
Reperti romani, Bagni di Domiziano

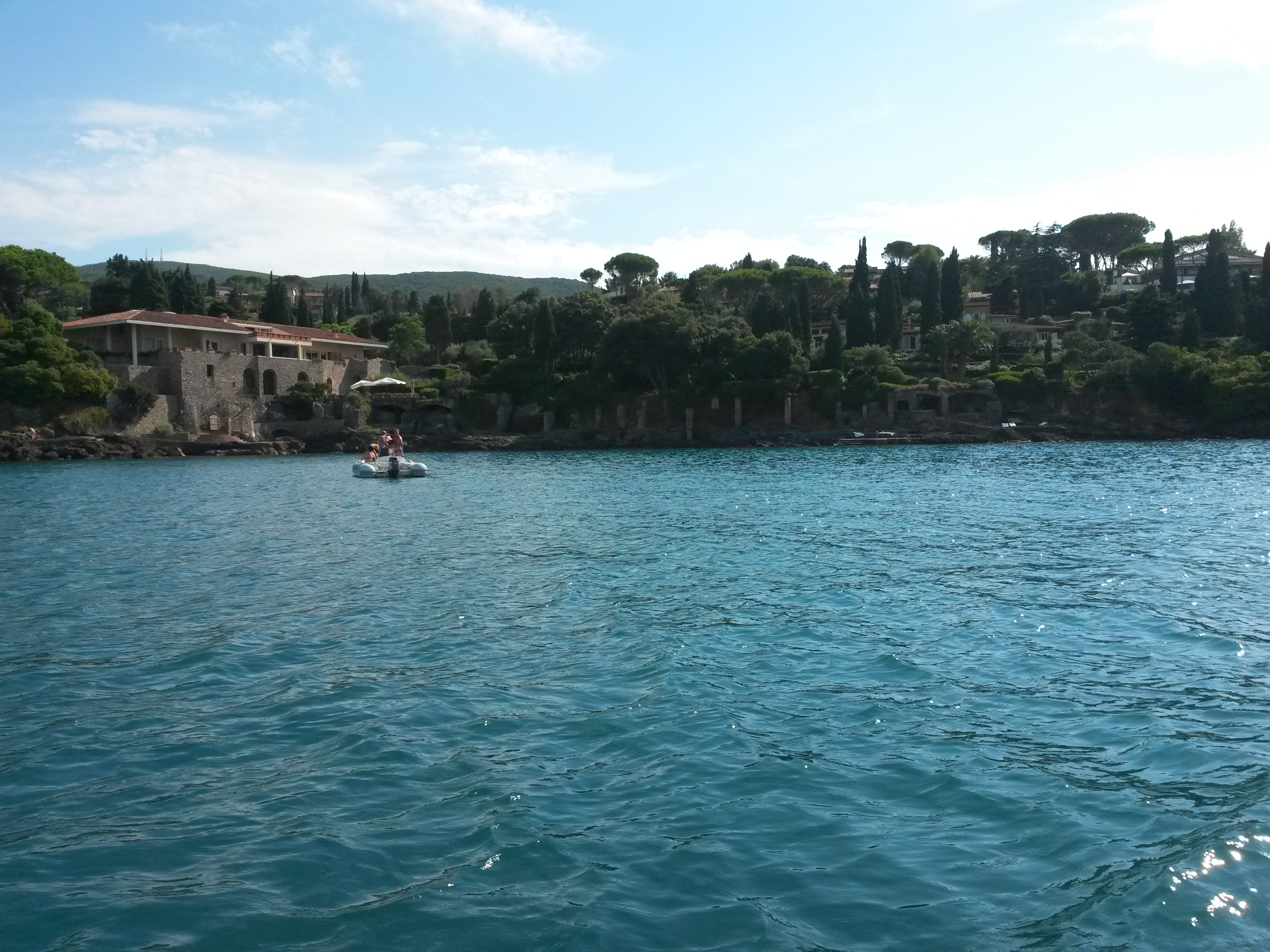
Bagni di Domiziano, resti della villa Romana.

Nei pressi di Santa Liberata, in località Villa Domizia, si trovano i resti di una villa Romana risalente al I sec. a.C. edificata dai Domizi Enobarbi, famiglia dell'imperatore Nerone. La villa era dotata di una peschiera per l'allevamento del pesce, le cosiddette cetariae, con un complesso sistema di cisterne, gallerie, serbatoi, piscine termali e strutture portuali. Un portolano del III sec. d.C. (Itinerarium maritimum, dall'Itinerarium Antonini) ricorda che il luogo era segnalato col nome di Domitiana positio, in un elenco di approdi e porti risalente all'età imperiale. Nel 1572 sopra i ruderi romani fu costruita la torre di Santa Liberata che nella parte superiore fu distrutta dai tedeschi nel 1944 durante la seconda guerra mondiale. Per la presenza dei Domizi Enobarbi, Monte Argentario è stato, nel corso dei secoli, sede di numerosi ritrovamenti di materiale storico: laterizi, ceramiche di impasto, cinte murarie e strade romane.
Sfinge dell'Argentario
Si tratta di opere pre-etrusche scoperte nel 1955 presso Punta Ciana, nell'estremo settore meridionale dell'Argentario. Le ricerche portarono alla luce un'enorme roccia alta una decina di metri con i lineamenti del volto distintamente abbozzati e il classico copricapo egizio, ritenuta legata alla figura del dio Thot. I ritrovamenti, ritenuti importanti dagli esperti del settore, furono opera di Costantino Cattoi ex colonnello della Regia Aeronautica, collaboratore di Gabriele D'Annunzio e stimato amico di Italo Balbo. Lo studioso entrò in contatto con alcuni esperti di fama internazionale come l'antropologo statunitense George Hunt Williamson, l'esoterico peruviano Daniel Ruzo e il francese Denis Saurat, che pur lavorando in modo autonomo, giunsero alle medesime conclusioni, collegando le sculture rupestri italiane, alle simili scoperte a Marcahuasi in Perù, rafforzando la loro convinzione sull'esistenza di un legame tra il promontorio dell'Argentario, quale parte superstite della mitica Atlantide, e il lontano Perù.
(Gabriele D'Annunzio riferendosi a Costantino Cattoi.)
Il ghepardo dell'Argentario

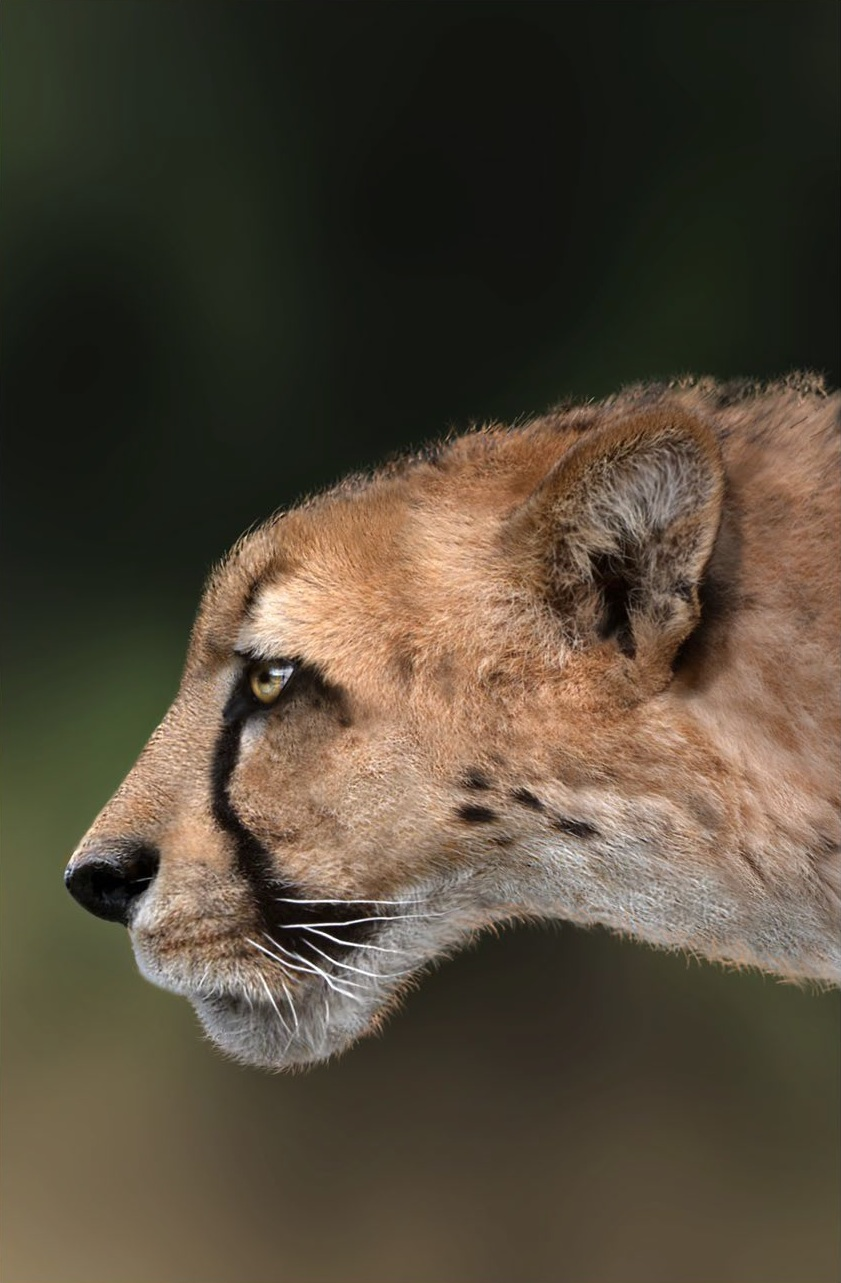
Ricostruzione di Acinonyx pardinensis ritrovato a Monte Argentario

Nella prima metà del Novecento in una cava del Monte Argentario sono stati rinvenuti i resti di un cranio fossile di un felide gigante vissuto nel Pleistocene, oltre 1,5 milioni di anni fa. Il fossile, rimasto a lungo un mistero per i paleontologi, era stato attribuito in passato a un esemplare femminile di giaguaro euroasiatico, ma nuovi studi condotti nel 2018 dall'Università di Perugia, dall'ateneo di Verona e dalla Sapienza di Roma, con la collaborazione dell'European synchrotron radiation facility, hanno consentito di attribuire il cranio alla specie Acinonyx pardinensis.

### Aree naturali
Isolotto di Porto Ercole e Argentarola
Sono isolotti prevalentemente rocciosi a dominanza di Euphorbia dendroides, particolarmente in buono stato di conservazione nell'Argentarola. Costituiscono una zona di protezione speciale (ZPS) inserita nelle aree naturali protette della provincia di Grosseto.
Laguna di Orbetello
Sito di interesse regionale costituente uno dei più importanti ecosistemi lagunari d'Italia, una parte del sito è un'Oasi WWF, gestita direttamente dal WWF Italia. È compresa tra il canale di Santa Liberata a nord-ovest e la falcatura interna del Tombolo della Feniglia a sud-est sulla costa nord-orientale del promontorio.
Santuario dei cetacei
È un'area marina protetta compresa nel territorio francese, monegasco e italiano, classificata come Area Specialmente Protetta di Interesse Mediterraneo. È stata istituita in Italia nel 1991 dal Ministero dell'ambiente e comprende l'intera area costiera dell'Argentario.
Orto Botanico Corsini di Porto Ercole
Detto originariamente Parco di Acclimatazione della Casa Bianca, conosciuto anche come Giardino Ricasoli, fondato nel 1868 da Vincenzo Ricasoli. Costituisce uno dei primi giardini di acclimatazione in Italia, il primo in Toscana. Si trova su un ripido pendio con terrazzamenti nei pressi della Casa Bianca appartenente al Marchese Alessandro Corsini. Ospita una collezione di 1300 esemplari appartenenti a 150 specie provenienti in gran parte da Medio Oriente, Asia e America. Già otto anni dopo il suo impianto, erano state messe a dimora 536 specie e nel 1886 si contavano oltre 1 800 esemplari. Era un tempo meta di studiosi di tutto il mondo per la varietà della sua collezione, in modo particolare per due Nannorrhops ritchiana, un tipo di palma originaria dell'Afghanistan che, caso unico in Italia e forse in Europa, fruttificano regolarmente.

## Società

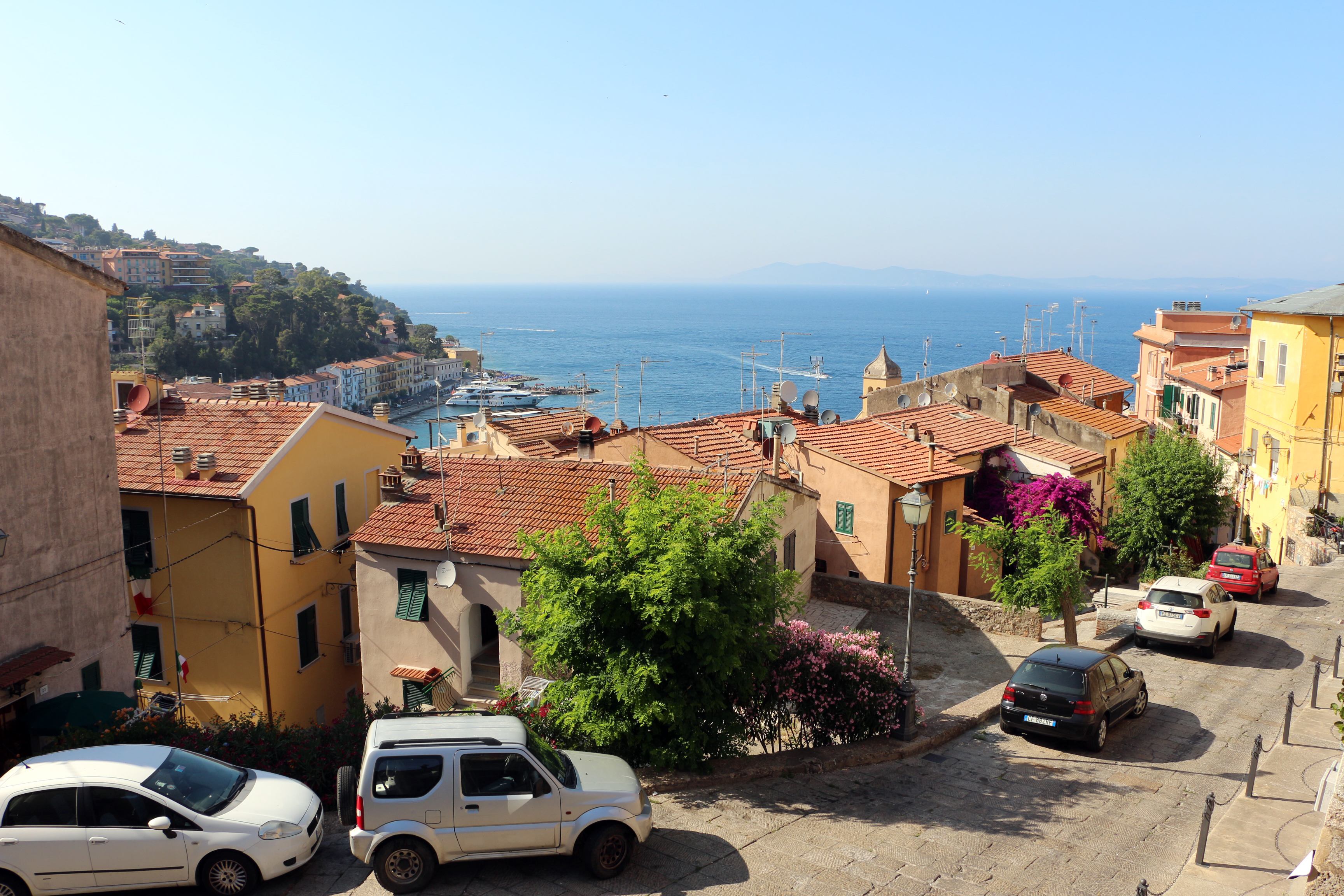
Porto Santo Stefano, veduta dal rione Fortezza

### Evoluzione demografica
Abitanti censiti

### Distribuzione degli abitanti
| Frazioni                        | Abitanti (2011) | Altitudine |
| ------------------------------- | --------------- | ---------- |
| Porto Santo Stefano (capoluogo) | 8 892           | 5          |
| Porto Ercole                    | 2 676           | 3          |
| Altre località                  | 936             | -          |

### Etnie e minoranze straniere
Secondo i dati ISTAT al 31 dicembre 2020 i cittadini stranieri residenti a Monte Argentario erano 722. Le nazionalità maggiormente rappresentate erano:
1. Romania, 355
2. Moldavia, 36
3. Tunisia, 36
4. Polonia, 35
5. Regno Unito, 23
6. Filippine, 21

### Lingue e dialetti

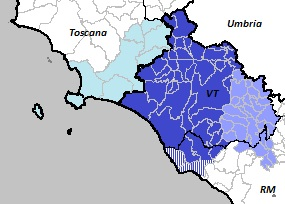
Mappa dei dialetti della Tuscia, facenti parte del gruppo dei dialetti italiani mediani.

Il dialetto parlato nell'area dell'Argentario appartiene al sottogruppo occidentale dei dialetti della Tuscia, facenti parte del gruppo dei dialetti italiani mediani. Nella pronuncia delle parole si tende ad allungare la vocale tonica, vengono troncate le desinenze verbali del modo infinito (es: devo andà a mangià, vado a giocà), come nel dialetto romano. Alcuni termini e modi di dire sono comuni al dialetto toscano, parlato sia nell'entroterra che lungo la costa, ma la maggioranza dei cittadini residenti a Monte Argentario figura tra i più ancorati alla tradizione vernacolare.
Riguardo al dialetto santostefanese, vanno evidenziati gli studi e le ricerche di lessicografia e dialettologia italiana di Pietro Fanciulli che, in collaborazione con Tristano Bolelli, ha fatto parte di un gruppo specializzato per lo studio dei dialetti toscani. Il risultato delle lunghe ricerche si è concretizzato nella pubblicazione del Vocabolario di Monte Argentario e Isola del Giglio. Con questa opera, il parlare dell'Argentario è stato elevato a livello scientifico, tant'è che da anni si trova abbondantemente citato nelle opere e negli studi di linguistica e di dialettologia, in Europa e nel mondo.
Anche il modo di parlare della popolazione giovanile è stato analizzato ed inserito in un progetto di ricerca sul linguaggio e la cultura dei giovani, intrapreso dal Dipartimento di Studi italianistici dell'Università di Pisa, nell'ambito del corso di Storia e Didattica della lingua italiana. Ogni espressione o polirematica offerta come risposta dai ragazzi è andata ad arricchire il database elettronico BaDaLì. Tra i termini ancora usati nel vernacolo santostefanese possiamo citare alcuni esempi: zaccandrella (allegra merenda); spronchise (cappotto buono); sanguzzata (tuffo in mare). Alcune inflessioni derivano dalla lingua castigliana.

### Religione

Il futuro vicario generale per la Città del Vaticano Angelo Comastri con Madre Teresa di Calcutta a Porto Santo Stefano nel 1988.

A Monte Argentario fu eretto il primo convento della Congregazione dei padri passionisti. Il complesso costituisce la casa madre dell’ordine fondato nel 1720 da Paolo della Croce, che ebbe l'idea di ritirarsi in un eremo per condurre una vita di preghiera e penitenza pensando di organizzare una compagnia di chierici che intendeva chiamare Poveri di Gesù. La congregazione, diffusa in tutto il mondo, al 31 dicembre 2008 contava: 363 case, 2 167 religiosi, dei quali 1 653 sacerdoti.
Il cardinale Angelo Comastri, vicario generale emerito di Sua Santità per la Città del Vaticano, ha iniziato la sua missione sacerdotale nel 1979 come parroco della chiesa arcipretale di Santo Stefano Protomartire. È stato il sacerdote più rilevante per il comune, in concomitanza con Pietro Fanciulli parroco nello stasso periodo della chiesa dell'Immacolata Concezione al Valle. In questo tempo ebbe un forte legame con Madre Teresa di Calcutta che culminò con la visita della beata nel 1988. Terminò il suo incarico nel 1990 dopo la sua nomina a vescovo.

### Tradizioni e folclore
Dai primi anni trenta la mattina di Pasqua si svolge a Porto Santo Stefano la Processione di Cristo Risorto, molto sentita dalla popolazione. La statua del Cristo viene portata sopra il porto in ricordo dei pescatori e dei marinai che hanno perso la vita in mare, le imbarcazioni rispondono alla benedizione suonando le sirene.
Dal 1937 il 15 agosto di ogni anno, esclusi gli anni di guerra, sempre a Porto Santo Stefano, ha luogo il Palio Marinaro dell'Argentario, una gara remiera tra le più lunghe al mondo, che consiste in una competizione tra i quattro rioni del paese: Pilarella, Valle, Croce e Fortezza. I singoli equipaggi sono composti da un timoniere più quattro vogatori, i quali devono percorrere dieci volte la distanza di quattrocento metri compresa tra due boe per un totale di quattromila metri.
In giugno, in occasione dei festeggiamenti della festa patronale di sant’Erasmo a Porto Ercole, si svolge una processione notturna di imbarcazioni pavesate. La manifestazione prevede, dal 1978, lo svolgimento di un palio remiero nel porto vecchio, detto delle Quattro Fortezze, dal nome delle fortezze spagnole che circondano il paese: Forte Filippo, la Rocca, Forte Santa Caterina, Forte Stella.

### Istituzioni, enti e associazioni
A Porto Santo Stefano aveva sede il 64° Deposito Territoriale dell'Aeronautica Militare, chiuso nel 2016. Attivo fin dalla prima metà degli anni 1930, ha avuto il compito della gestione dei carburanti avio, con lo scopo di fornire il supporto logistico/operativo ai Reparti di Volo delle Forze Armate. L'area è passata in gestione al comune, perdendo definitivamente la sua funzione militare.
L'Ufficio Circondariale marittimo di Porto Santo Stefano, l'unico in Italia con funzione di Capitaneria di porto, è autorizzato a tenere le matricole della gente di mare di 1ª, 2ª e 3ª Categoria.

## Cultura

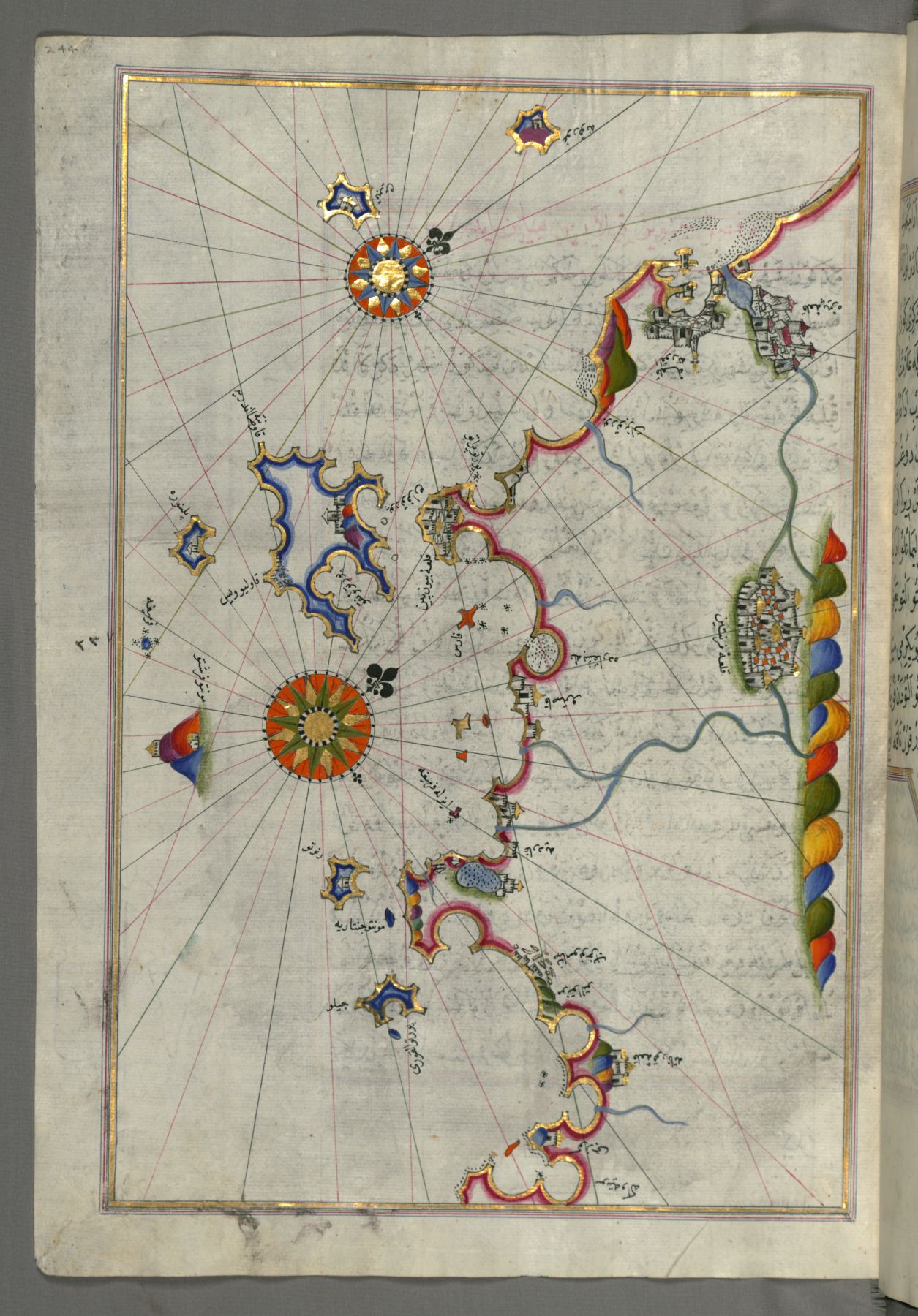
Monte Argentario e la costa della toscana nel manoscritto Kitab-ı Bahriye di Piri Reìs, conservato al Walters Art Museum di Baltimora.

### Istruzione

#### Biblioteche
Nel territorio sono presenti due biblioteche principali: la Biblioteca comunale di Porto Santo Stefano e la sede di Porto Ercole, facenti parte del sistema bibliotecario provinciale grossetano. La biblioteca di Porto Santo Stefano è stata fondata nel 1977 e dispone di un patrimonio librario di circa 18 000 volumi. La piccola sezione di Porto Ercole è stata invece aperta nel 1982 e conta circa 4 500 volumi.
Una terza biblioteca è quella ospitata presso il convento della Presentazione al Tempio, sede dei padri passionisti. Fondata nel 1737, dispone di circa 15 000 volumi.

#### Scuole
Nel comune di Monte Argentario sono presenti quindici scuole di ogni ordine e grado. La struttura scolastica principale è l'Istituto Statale di Istruzione Superiore Raffaele Del Rosso - Giovanni da Verrazzano con sede a Porto Santo Stefano, che ha accorpato: il liceo classico Dante Alighieri di Orbetello, l'istituto professionale per il commercio e il turismo Raffaele del Rosso di Orbetello, l'istituto tecnico nautico Giovanni da Verrazzano di Porto Santo Stefano, l'istituto professionale per le attività marinare di Porto Santo Stefano e l'istituto tecnico commerciale di Albinia.

#### Concorsi letterari
Il comune organizza dal 1992 il Premio letterario Monte Argentario per poesia e prosa, riservato a giovani autori frequentanti le scuole pubbliche e private italiane..
Nel 2006 e 2007, hanno avuto luogo a Porto Ercole la prima e la seconda edizione del premio letterario Ripdico (Scrittori della Giustizia), che si svolge ogni anno in una località diversa, organizzato del Centro Studi di Diritto Fallimentare e Societario di Roma, e dalla Rivista Parlata del Diritto Concorsuale, enti a finalità di diffusione della cultura giuridica. Il premio è riservato ad opere di narrativa, teatro, poesia e saggistica che riguardino in tutto o in parte temi attinenti alla Giustizia, o ambientati nel mondo della Giustizia, o che comunque offrano spunti di riflessione su questa..

#### Musei

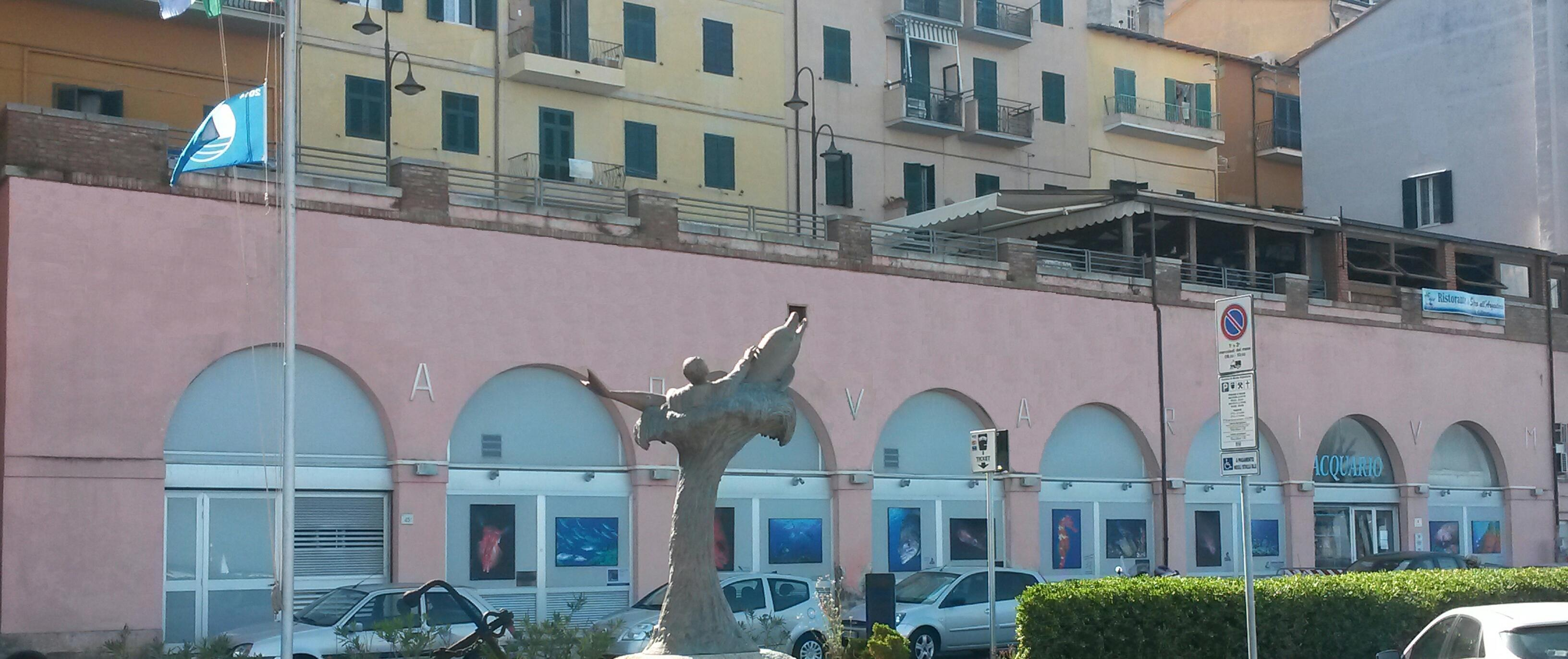
L'acquario mediterraneo della Costa d'Argento di Porto Santo Stefano, in primo piano il Monumento ai Caduti del Mare di Egidio Ambrosetti.

Presso la Fortezza Spagnola di Porto Santo Stefano sono ospitate le mostre permanenti dei maestri d'ascia, dedicata agli artigiani costruttori di navi e imbarcazioni da pesca, e delle memorie sommerse, impostata sui reperti ritrovati nelle acque intorno al Monte Argentario.
Sul lungomare di Porto Santo Stefano si trova il Centro Didattico di Biologia Marina con annesso l'Acquario mediterraneo della Costa d'Argento.
Le due mostre permanenti e l'acquario fanno parte della rete museale Musei di Maremma (sezione Costa d'Argento).

### Media

#### Radio
A Monte Argentario, nel passato hanno avuto sede alcune stazioni radiofoniche a diffusione locale: Radio Monte Argentario e Radio Maremma Argentario, trasmettevano da Porto Ercole negli anni 80, Radio Faro e Nova Radio Argentario trasmettevano da Porto Santo Stefano, quest'ultima offriva una programmazione incentrata sull'informazione locale e sugli eventi sportivi molto seguita, oltre che sulla musica leggera.

#### Cinema e televisione

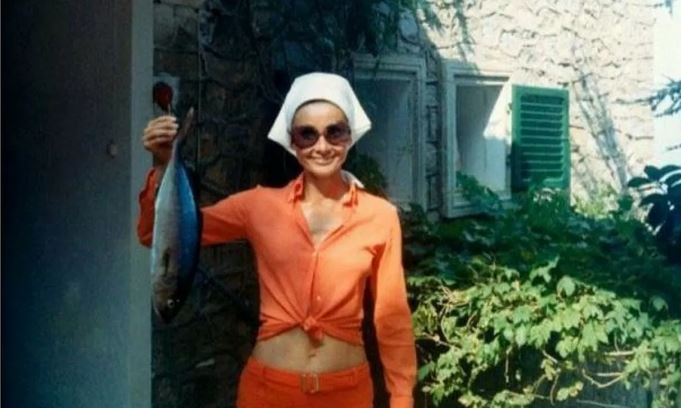
Audrey Hepburn in vacanza all'Argentario

L'Argentario, fin dall'inizio del XX secolo, è considerato location ideale per cinema e televisione. Dai film d'azione alla classica commedia all'italiana, il promontorio, per le sue bellezze naturali e gli scenografici panorami, è stato utilizzato in molteplici produzioni italiane e internazionali. Sia Porto Santo Stefano che Porto Ercole sono da sempre frequentati da gran parte dei personaggi del panorama cinematografico mondiale, tra i quali Richard Burton, Elizabeth Taylor Kirk Douglas, Ingrid Bergman, Roberto Rossellini. Una minuziosa ricerca dell'Istituto Luce, ha rivelato che perfino Charlie Chaplin era antico frequentatore del luogo.
Monte Argentario figura quindi in una notevole quantità di sequenze, citato o meno, a seconda delle esigenze di produzione. Tra i film più rilevanti si possono ricordare: La mina del 1958 di Giuseppe Bennati, girato in parte negli studi cinematografici Ponti-De Laurentiis ed ambientato a Porto Ercole, Spasmo, film thriller del 1974 di Umberto Lenzi, girato tra Roma e l'Argentario, Mi faccio la barca del 1980 di Sergio Corbucci, classica commedia all'italiana anni ottanta, ambientato in maniera rilevante tra Porto Santo Stefano, Porto Ercole e la Marina di Cala Galera, L'estate del mio primo bacio del 2006 di Carlo Virzì, ambientato e girato totalmente all'Argentario e in provincia di Grosseto, Il cantico di Maddalena del 2011 di Mauro Campiotti, film biografico sulla vita di Maria Maddalena dell'Incarnazione, nata nel 1770 a Porto Santo Stefano.

Kirk Douglas immortalato con alcune comparse a Monte Argentario, durante una pausa di lavorazione del film Ulisse (1954).

Monte Argentario è stato usato in molte produzioni per rappresentare altri luoghi d'Italia e del mondo. Le spiagge e le scogliere della zona, furono utilizzate nel 1954 per l'Ulisse di Mario Camerini con Silvana Mangano e Kirk Douglas e nel 1960 e 1961 dal regista Mario Costa per i suoi film di avventura La Venere dei pirati e Gordon, il pirata nero. Nel 1964 vi fu girato I raggi mortali del dottor Mabuse, diretto da Hugo Fregonese. A queste ed altre pellicole dell'epoca, va il merito di aver conservato le immagini della costa prima dell'antropizzazione a scopo turistico avvenuta a partire dagli anni sessanta.

Odissea (1968), la scena di Ulisse e le sirene, girata a Monte Argentario.

Nel 1969 fu girato tra Porto Santo Stefano e il Convento della Presentazione al Tempio il film Ora X - Pattuglia suicida diretto da Gaetano Quartararo, lo stesso anno Porto Ercole compare in maniera rilevante nel film Camille 2000 di Radley Metzger, con Nino Castelnuovo e Eleonora Rossi Drago, trasposizione della Signora delle camelie in età di liberazione sessuale. Sono ambientate a Porto Santo Stefano le scene di Detenuto in attesa di giudizio del 1971 di Nanni Loy, con Alberto Sordi, che identificano la località come luogo di partenza da cui il protagonista viene trasferito presso il carcere immaginario di Sagunto, con panoramica finale sulla Fortezza Spagnola. Sempre Alberto Sordi negli anni ottanta utilizza gli scenari del luogo per girare parte del film e il finale di In viaggio con papà del 1982, con Carlo Verdone, e Tutti dentro del 1984, dove la costa azzurra viene rappresentata dalla costa dello Sbarcatello, di fronte all'isolotto di Porto Ercole.
Gli anni settanta vedono il promontorio location di tantissimi set cinematografici, come: Un posto ideale per uccidere del 1971 di Umberto Lenzi, Farfallon del 1974 di Riccardo Pazzaglia, con Franco Franchi e Ciccio Ingrassia, Il padrone e l'operaio del 1975 di Steno e Dove vai in vacanza? episodio Sarò tutta per te del 1978, di Mauro Bolognini. Nel film drammatico L'ultima neve di primavera del 1973 di Raimondo Del Balzo, la località dove i protagonisti trascorrono le vacanze al mare è appunto Porto Ercole. Nel 1977 nel mare del promontorio furono girate tutte le scene acquatiche del film Tentacoli, diretto da Ovidio G. Assonitis. Sempre nel mare e nell'entroterra dell'Argentario, sono state girate diverse scene de Il talento di Mr. Ripley del 1999 di Anthony Minghella.
Negli anni duemila Monte Argentario è stato scelto come location da diverse produzioni nazionali. Nel 2007 Neri Parenti vi gira alcune scene di Natale in crociera, nel 2009 Porto Ercole compare in Questione di cuore, film di Francesca Archibugi con Antonio Albanese e Kim Rossi Stuart, nel 2012 Daniele Segre ambienta tra Roma e Porto Santo Stefano Luciana Castellina comunista, film ritratto della vita privata della giornalista. Nel 2014 vengono girate a Porto Ercole, alcune scene della commedia all'italiana Sapore di te di Carlo Vanzina e parte del film Fratelli unici di Alessio Maria Federici, con Raul Bova, con la partecipazione di molte comparse locali. Nel 2017 Paolo Sorrentino gira all’Argentario parte del film Loro, interpretato da Toni Servillo, che narra le vicende professionali, politiche e private di Silvio Berlusconi. Nel 2022 è stato girato nei pressi di Porto Ercole Il colibrì, di Francesca Archibugi, con Pierfrancesco Favino e Kasia Smutniak. Le ville al mare, location prevalenti del film, tra le quali "villa Lattes", si trovano sulla costa sud-orientale di fronte all'Isolotto.
Oltre che nelle numerose pellicole cinematografiche, il promontorio compare in diverse produzioni televisive. Da citare l'Odissea del 1968 di Franco Rossi, Piero Schivazappa, Mario Bava, dove il mare e le coste dell'Argentario si rivelano in varie scene, tra le quali quella dell'incontro di Ulisse con le sirene, e il film documentario di David Bellini Tra cielo e terra del 2010, ambientato al Convento dei Passionisti. Numerose ambientazioni vi furono ne L'isola del gabbiano, del 1981, di Nestore Ungaro e nella serie Il commissario Manara andata in onda dal 2009 al 2011. Tra gli spot pubblicitari nazionali più rilevanti, si ricordano quelli della TIM del 2000 e del 2004 e lo spot della Coca-Cola

### Musica
Filarmonica Comunale

La banda caratteristica La Refola di Porto Santo Stefano negli anni settanta del XX secolo.

La presenza della filarmonica di Porto Santo Stefano è nota fin dal 1842, ai tempi del granduca Leopoldo II di Lorena. Nel 1884 si scrive che la filarmonica locale veniva chiamata Concerto ed era diretta da Carlo Sturmann, insegnante di musica. A partire dal 1891 la Banda venne diretta per sedici anni dal Maestro Giovanni Battista Checcucci. Dopo un lungo periodo di interruzione, nel 1934 fu costituito un nuovo complesso bandistico chiamato "Giacomo Puccini", composto da 70 elementi, che interruppe la sua attività con lo scoppio del secondo conflitto mondiale. Nel 1959 fu fondata ad opera del maestro Pietro Orsini, la banda caratteristica La Refola, collettivo molto particolare e distinguibile, noto a livello nazionale e per le sue partecipazioni a programmi televisivi. Con lo scioglimento di questa, nel 1993 fu costituita la filarmonica Comunale Giuseppe Ivo Baffigi che continua l'attività musicale, mantenendo la tradizione che dura da oltre un secolo e mezzo.
Figura rilevante fu Francesco Fanciulli, che iniziò la sua formazione musicale nella filarmonica Comunale, fino a diventare compositore di musiche per bande e direttore della United States Marine Band dal 1892 al 1897, istituita con atto del Congresso degli Stati Uniti nel 1798, la più antica delle bande militari degli Stati Uniti e la più antica organizzazione musicale professionale negli Stati Uniti.

### Cucina

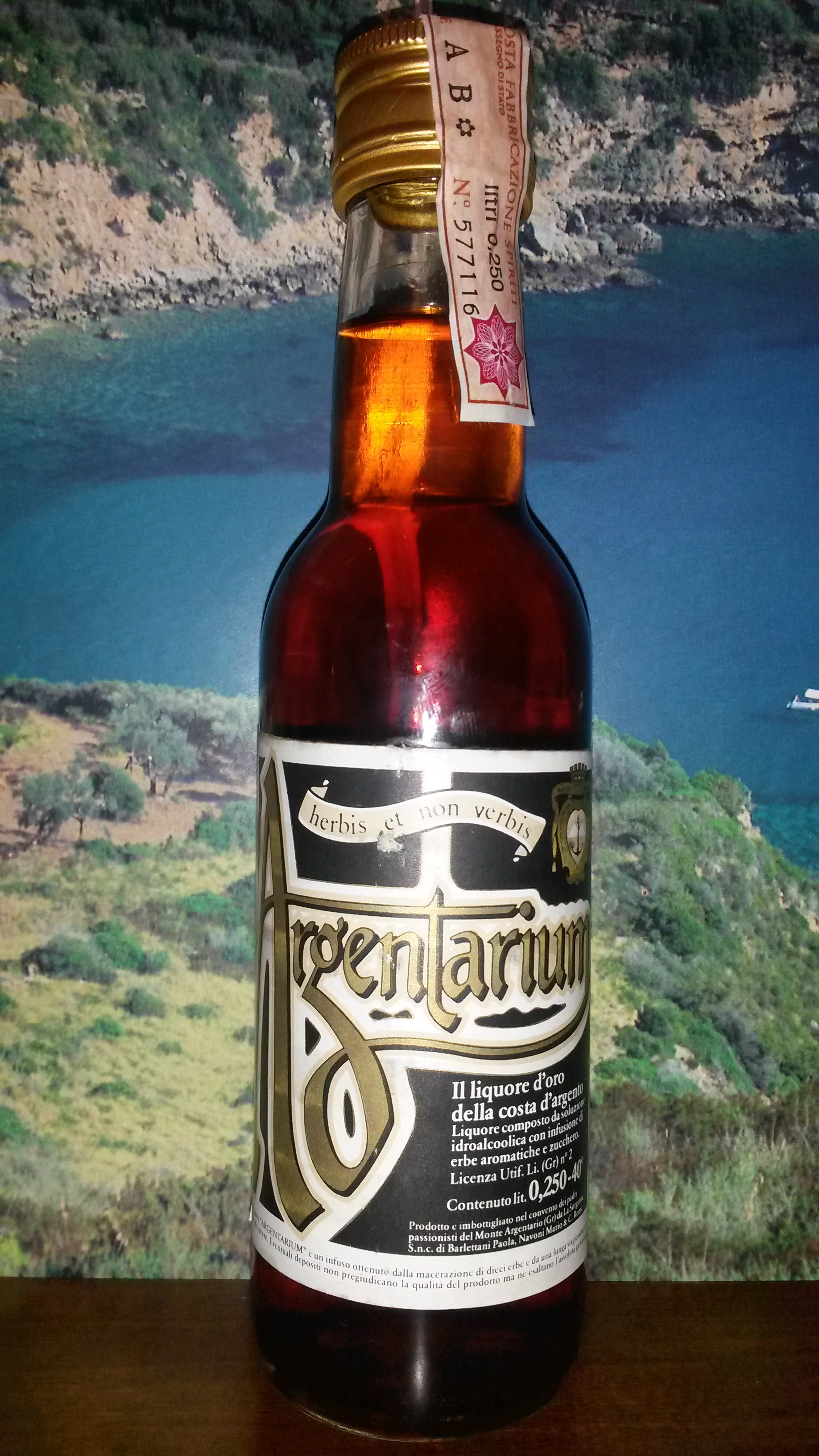
Liquore digestivo Argentarium prodotto dai Padri Passionisti.

La cucina argentarina, fornisce ampie varietà di piatti basati su ingredienti semplici tipicamente mediterranei, zuppe di pesce povero, verdure di stagione, olio toscano, dolci e vini tipici.
Nelle antiche frasche, così venivano chiamate le prime osterie locali, poi scomparse, all'ora di pranzo e merenda, c'erano uova lessate e acciughe salate condite con aglio e prezzemolo, lo stoccafisso battuto con legno sul muro, messo a bagno insieme ai ceci e cotto con cipolla, pomodoro, capperi e acciughe.
Tra i prodotti agroalimentari tradizionali più conosciuti si ricordano:
- Caldaro dell'Argentario, tipica zuppa di pesce povero.
- Fiche maschie secche, non si trovano in commercio, si tratta di un prodotto artigianale destinato totalmente all'autoconsumo, inserito nella lista dei prodotti agroalimentari tradizionali italiani. Le fiche maschie a stocchetto, vengono tese per un giorno o due a bordo dei pescherecci per l'essiccazione e poi vengono consumate. Per il rilancio della tipicità legata a questo prodotto dal 1993 si tiene a Porto Ercole la sagra della fica maschia[153].
- Palamita, prodotto di origine antica, destinato all'autoconsumo, deriva dalla conservazione sottolio dei filetti di palamita e fa parte dei prodotti agroalimentari tradizionali italiani. All'Argentario se ne producono circa 100 kg all'anno.[153].
- Minestra di spernocchia, nome dialettale della cicala di mare derivante dal campano[154].
- Scaveccio, pesce fritto lasciato riposare in una marinatura di aceto, cipolla, peperoncino, aglio, rosmarino, alloro.
- Tonnina, composta di filetti di tonno salati ed essiccati[155].
- Schiaccia cipolle e acciughe, prodotto tradizionale di Porto Santo Stefano risalente al 1898, è una focaccia di pasta di pane ripiena con acciughe e cipolle dorate[156].
- Pagnottella, tradizionale panetto natalizio.
- Schiaccia di pasqua, dolce tipico del periodo pasquale.
- Coroglio degli Sposi, ciambella tipica granulata all'alchermes[157].
- Ansonica Costa dell'Argentario, vino DOC prodotto da vitigno autoctono.
- Liquore Argentarium, digestivo prodotto con erbe locali secondo un'antica ricetta dei Padri Passionisti del convento[158].
- Riminese di Porto Ercole, era un antico vino prodotto fino agli anni 1900. Conosciuto fin dal XVIII secolo è stato decantato da numerosi agronomi dell'epoca per l'ottima qualità[159], tra cui Pietro Cuppari, che lo descrive nel Giornale Agrario Toscano, nella sua Escursione agraria al Monte Argentario del 1854[160].

### Eventi

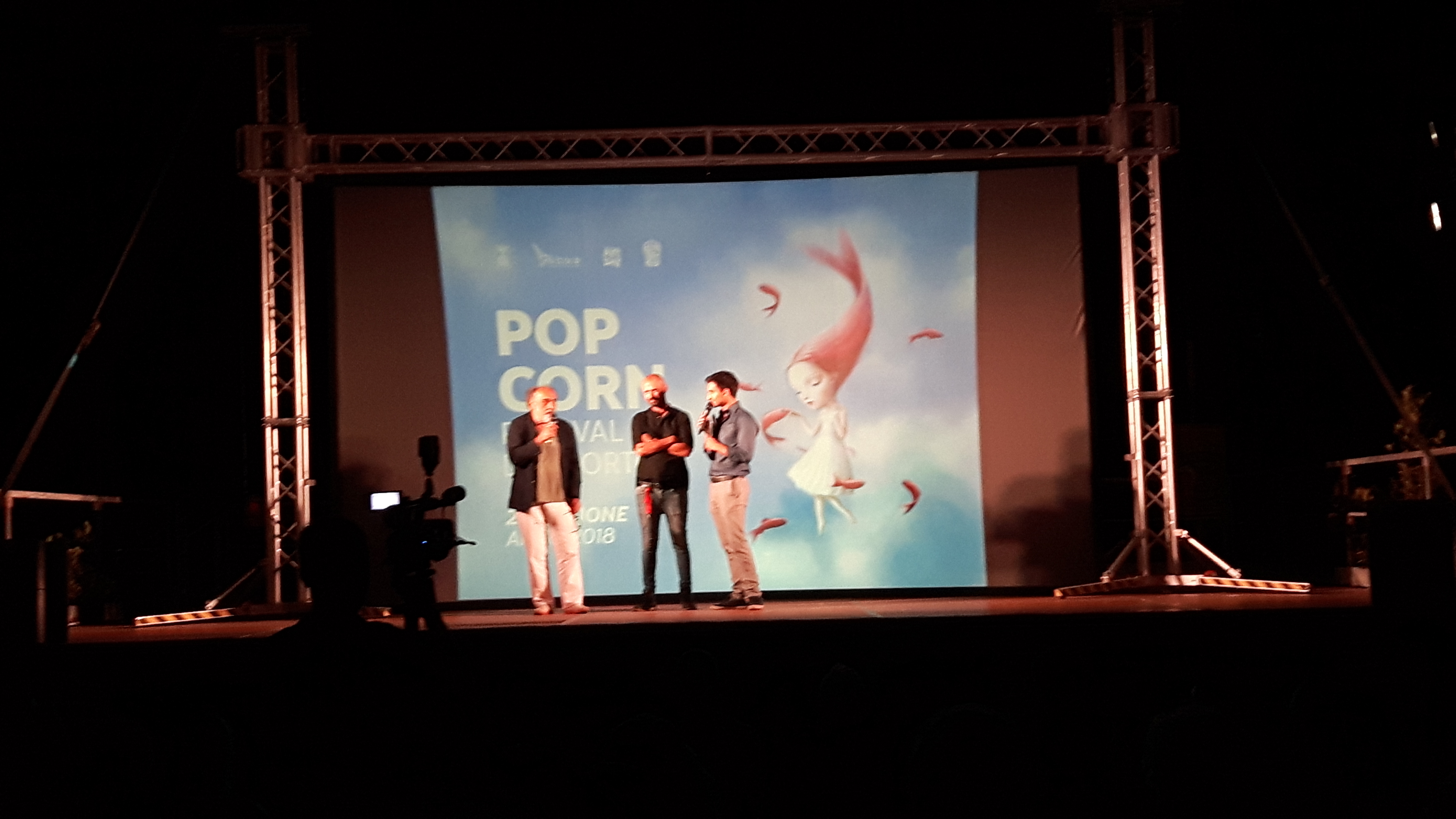
Alessandro Haber al Pop Corn Festival del Corto di Porto Santo Stefano 2018

Negli anni sessanta aveva luogo a Porto Santo Stefano il Festival dell'Argentario, articolato in una serie di manifestazioni artistiche. Comprendeva il Premio giornalistico Argentario che ha visto la partecipazione di numerosi scrittori e giornalisti, tra i quali: Carlo Cassola, Vasco Pratolini, Michele Prisco.
Dal 2002 al 2015 si è svolto C.I.M.A. Concerti in Monte Argentario, un Festival Internazionale di musica classica nato in collaborazione con il comune di Monte Argentario con lo scopo di promuovere giovani artisti e musicisti. Era presieduto da Jorge Chaminé e dalla principessa Christina dei Paesi Bassi.
Dal 2009 al 2015 ha avuto luogo a Porto Santo Stefano, Argentario Dance Festival, un concorso internazionale di danza dedicato a giovani promesse della danza classica e contemporanea. Era presieduto da Sergio Japino.
Dal 1999 al 2009 si realizzava a Porto Santo Stefano Arie di Mare, festival promosso dal comune, con il sostegno della provincia di Grosseto e della Fondazione Cassa di Risparmio di Firenze. La manifestazione, multidisciplinare, era ogni anno caratterizzata da un preciso riferimento tematico. Era diretta da Pamela Villoresi, molto legata alla località e contava sulla collaborazione progettuale e organizzativa del Teatro Metastasio di Prato. Dopo cinque anni di interruzione, dal 2014 si è tenuta per due anni nel comune di Orbetello. È stata sospesa nel 2016.
Dal 2016 si svolge a Porto Santo Stefano il Pop Corn Festival del Corto, concorso internazionale di cortometraggi provenienti da tutto il mondo, distinti in due categorie: Corti d’Autore, rivolto ai professionisti del settore e Opere Prime rivolto agli esordienti o a registi con più esperienza che realizzano il loro primo cortometraggio. La rassegna si avvalse della collaborazione di Raffaella Carrà, molto legata alla manifestazione, l'edizione del 2021 è stata dedicata interamente all'artista, che aveva istituito un premio per il festival, il primo e l’unico per i giovani registi emergenti.

## Geografia antropica

### Capoluogo e frazioni

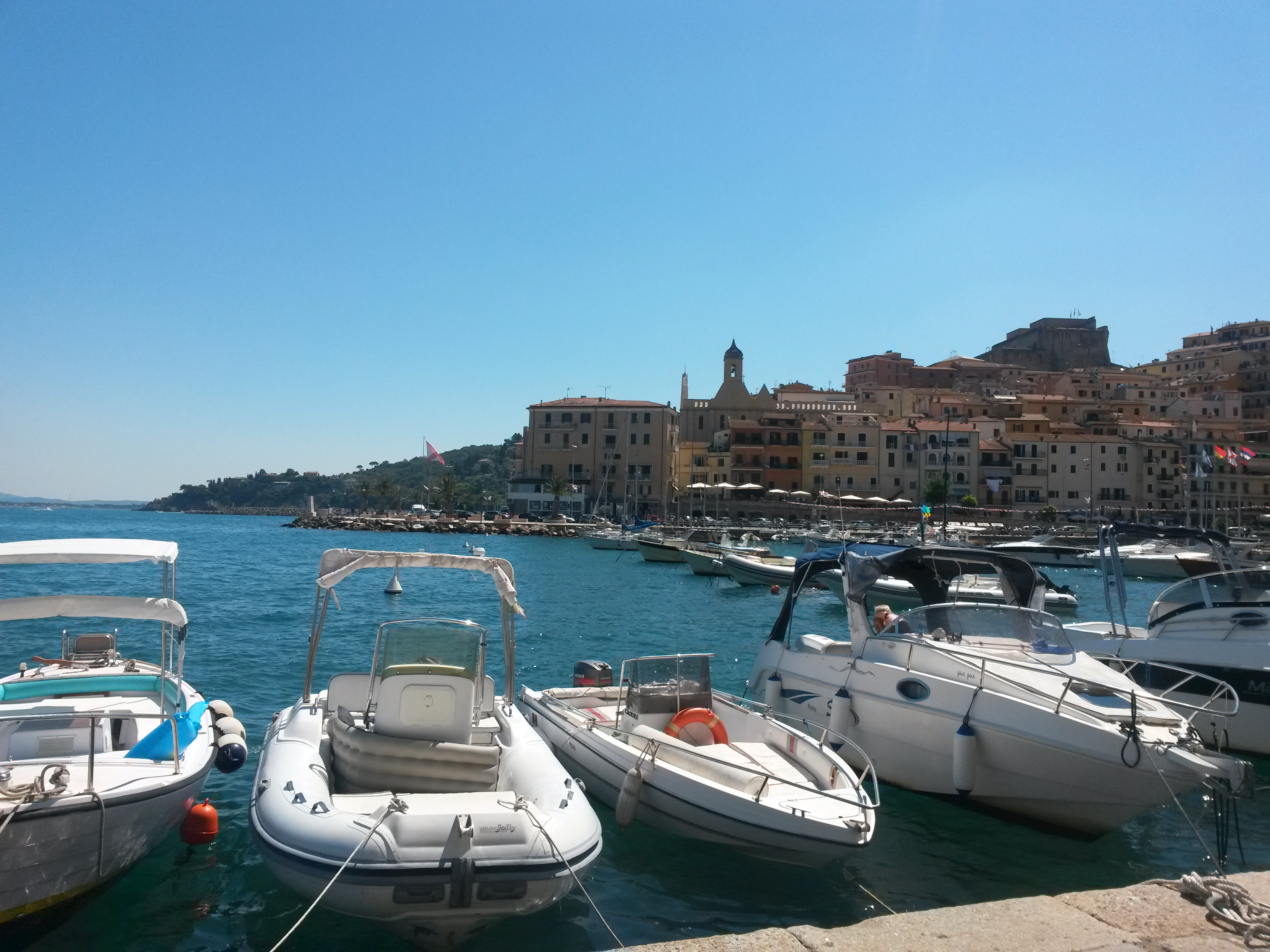
Porto Santo Stefano, centro storico visto dalla Pilarella.

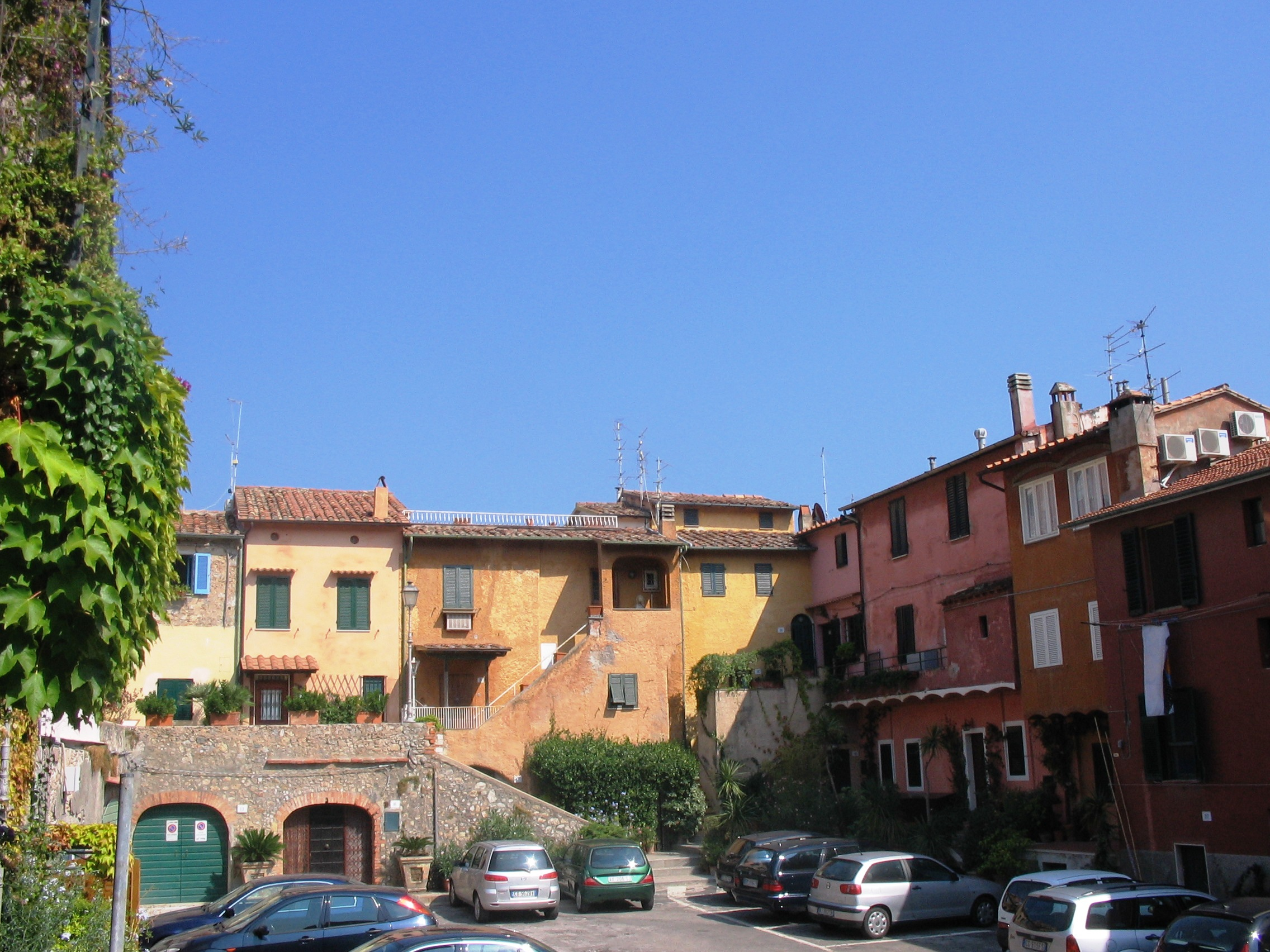
Piazza Indipendenza di Porto Ercole.

Porto Santo StefanoLocalità balneare e capoluogo del comune di Monte Argentario, situata sulla sponda occidentale del promontorio. A causa della maggiore esposizione alle incursioni piratesche, il centro rivestì scarsa importanza durante il dominio degli Aldobrandeschi e dei Senesi ma, con il suo ingresso nello Stato dei Presidii verso la metà del Cinquecento, la località divenne il centro di maggiore importanza dell'Argentario.
Porto ErcoleDi antichissima origine, fu il Portus Herculis dei Romani. Pittoresca località il cui nucleo storico è racchiuso all'interno della cinta muraria; l'accesso è possibile attraverso una porta sormontata dalla Torre dell'Orologio. Ricco di fortificazioni: la Rocca aldobrandesca, Forte Santa Caterina, Forte Filippo e Forte Stella; dal 2014 fa parte dei borghi più belli d'Italia.
PozzarelloPozzarello è una piccola località satellite di Porto Santo Stefano, a circa un chilometro dal capoluogo.
Monte Argentario conta altre località e centri residenziali: Cala Moresca, Cala Piccola, Cannatelli, Convento Noviziato, Convento Padri Passionisti, Il Carrubo, Il Mascherino, Le Miniere, Lo Sbarcatello, Poggio Pertuso, Terrarossa, Torre Dell'Acqua.

## Economia

### Turismo

La regina Beatrice dei Paesi Bassi, il principe Claus van Amsberg e il loro primogenito Guglielmo Alessandro nella residenza di famiglia a Monte Argentario nel 1968.

Monte Argentario dagli anni 1960 fino agli anni 1990 fu meta di turismo internazionale nobiliare che gli valse l'appellativo di Promontorio dei Re.
Il blasone turistico della località fu alimentato dalla famiglia reale dei Paesi Bassi che fece dell'Argentario la propria dimora estiva per più di 40 anni. Questa presenza ha fatto sì che il luogo, nel periodo estivo, fosse frequentato da gran parte del jet set di allora. Strettamente intrecciata al turismo internazionale e alle personalità più in vista del jet set, è la storia dell'hotel Il Pellicano, fondato nel 1964 e appartenente all'associazione The Leading Hotels of the World.
Il comune è centro di rilevanza internazionale per la vela e la nautica da diporto, nei suoi porti principali hanno ormeggiato panfili celebri e imbarcazioni provenienti da tutto il mondo.
L'economia si basa essenzialmente sulle attività turistiche, sviluppate lungo tutta la costa. Alle normali attività alberghiere e ristorative, si aggiungono quelle derivanti dai collegamenti con le vicine Isola del Giglio e Isola di Giannutri, è inoltre praticato il turismo subacqueo, il pescaturismo e l'escursionismo in genere. Il comune si fregia della Bandiera Blu, riconoscimento conferito dalla FEE alle migliori località costiere europee e della bandiera verde per le spiagge adatte ai bambini, il borgo di Porto Ercole fa parte dell'associazione i borghi più belli d'Italia. 
Dal 2016 Porto Santo Stefano e Porto Ercole sono porti di scalo delle compagnie di navigazione Oceania Cruises e Silversea Cruises, che si occupano di crociere di lusso. Il movimento croceristico è gestito da PortArgentario, un’iniziativa di collaborazione tra l'autorità di sistema portuale regionale Toscana e il Comune di Monte Argentario. Il progetto comprende 15 comuni e propone il comprensorio della Toscana meridionale nel mercato internazionale delle navi da crociera di piccole e medie dimensioni e dei superyachts. Nel 2019, secondo l'associazione internazionale CLIA, è risultata la migliore destinazione croceristica italiana.

### Pesca e industria manifatturiera

1966, donne al lavoro nello stabilimento Cirio di Porto Ercole.

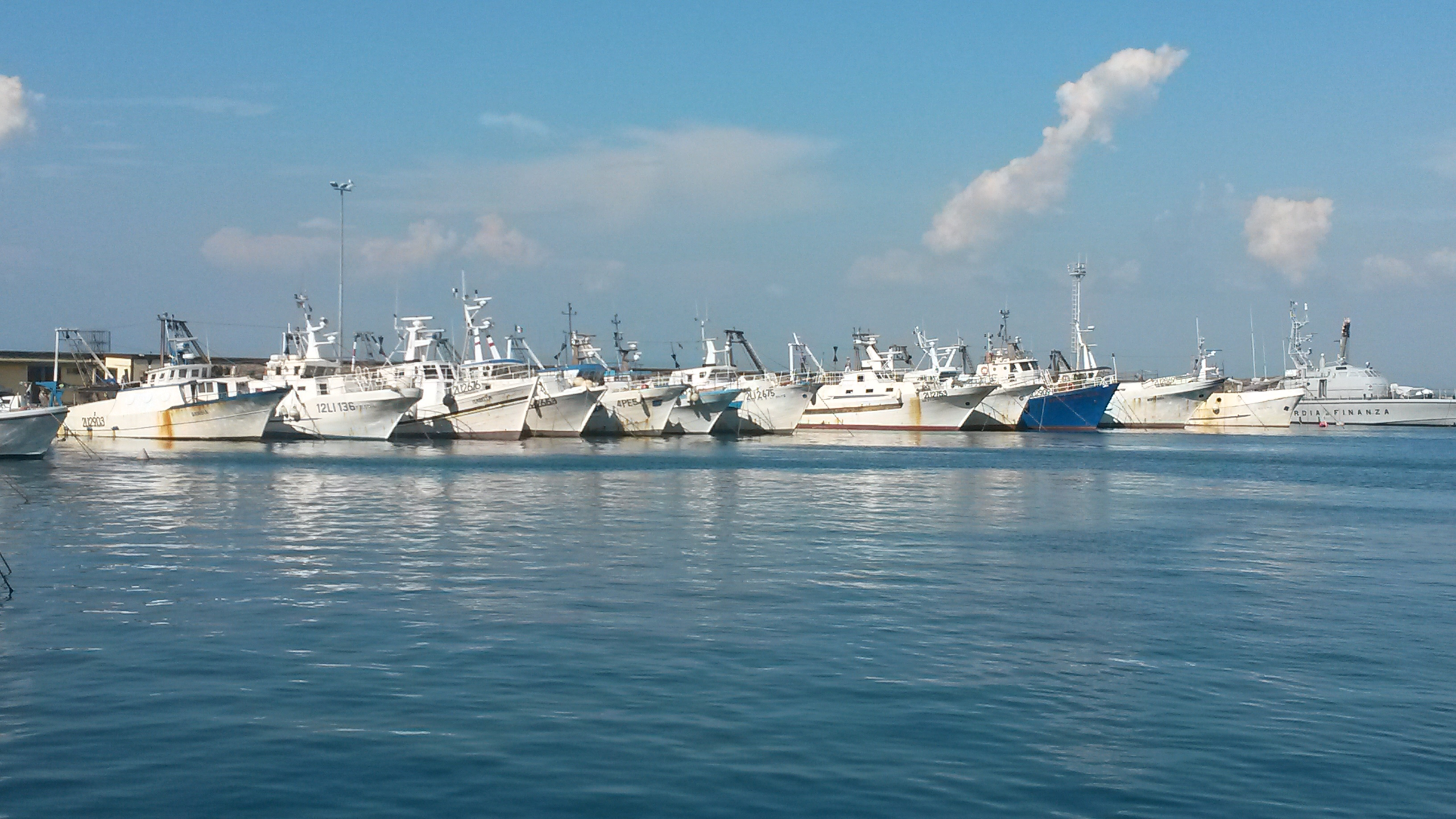
Parte della flotta peschereccia di Porto Santo Stefano ormeggiata al molo Garibaldi.

La pesca, era un tempo l'attività principale e notevole fonte di sostentamento delle popolazioni del luogo. Nella prima metà dell'Ottocento, fino al 1887 davanti a Porto Santo Stefano era attiva una tonnara, la pesca del pesce azzurro, acciughe, sarde e tonni, favorì la nascita di piccole attività conserviere già nel 1873. L'apice dello sviluppo del manifatturiero locale si ebbe negli anni sessanta del XX secolo, con la costruzione dello stabilimento Cirio di Porto Ercole per la produzione di tonno e sardine in scatola, l'ex fabbrica ormai abbandonata da decenni verrà trasformata in albergo extra lusso. Presso l'Argentario è presente una tra le più importanti flotte pescherecce del Tirreno composta da imbarcazioni che esercitano la piccola pesca e lo strascico costiero. Nei due centri principali ha sede il mercato del pesce. Azienda di rilievo internazionale di Porto Santo Stefano è la "Manno Pesca",
 multinazionale del commercio ittico.

### Agricoltura
Il promontorio è quasi interamente coperto da macchia mediterranea, ma in alcune zone si sviluppano attività agricole basate sulla coltivazione di ulivi, vigneti a terrazze e alberi da frutta. Dal 2006, da parte della regione Toscana, è iniziato un programma di valorizzazione della viticoltura delle isole dell'Arcipelago Toscano e del Monte Argentario, che ha consentito di aumentare la produzione vinicola di qualità di queste zone. Sono state individuate aree di particolare valenza ambientale e paesaggistica, particolarmente adatte alla produzione di vini a denominazione di origine protetta, come l'Ansonica Costa dell'Argentario. L'offerta viticola dell'Argentario potrebbe essere arricchita dal Riminese di Porto Ercole, antico vitigno autoctono riscoperto dalle ricerche dell'Università di Pisa in collaborazione con la provincia di Grosseto, che si inserisce nella politica dell'amministrazione provinciale a sostegno della viticoltura.

### Artigianato
Di una certa importanza è la cantieristica navale, il rimessaggio navale e l'opera dei maestri d’ascia, elemento cardine della storia del promontorio nella costruzione di pescherecci e imbarcazioni da diporto. Il Cantiere Navale dell'Argentario di Porto Santo Stefano, noto a livello internazionale, è uno dei più importanti cantieri italiani per il restauro di imbarcazioni e velieri d'epoca.

### Industria mineraria
Il territorio di Monte Argentario è ricco di giacimenti ferro-manganesiferi. Le prime attività estrattive sia sotterranee che a cielo aperto risalgono al 1873. Le miniere di Terrarossa furono attive fino alla fine degli anni cinquanta del XX secolo, fra le aziende proprietarie figuravano l'Ilva e la Ferromin. A ricordo dell'attività rimangono le torri in cemento armato per la discesa dei pozzi di estrazione, la piana antistante che veniva usata come piazzale di cernita del minerale è stata trasformata in centro residenziale.

## Infrastrutture e trasporti

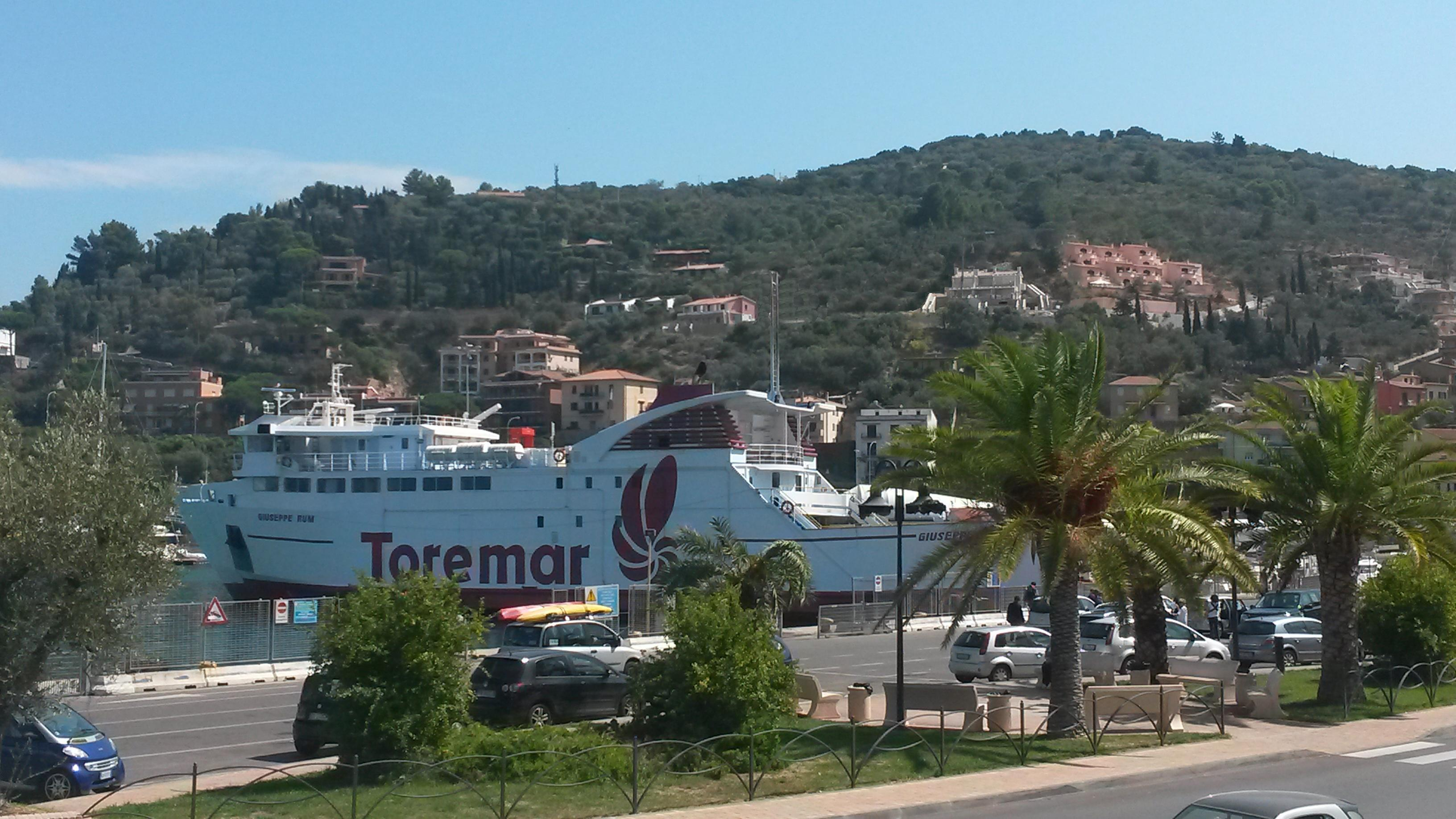
Area imbarco traghetti per l'Isola del Giglio nel porto del Valle di Porto Santo Stefano.

### Strade
Le principali direttrici stradali di Monte Argentario sono:
- Strada Provinciale 161 (ex strada statale 440 di Porto Santo Stefano)
- Strada Provinciale 2 di Porto Ercole
- Strada Provinciale Panoramica 65 di Porto Santo Stefano
- Strada Provinciale Panoramica 66 di Porto Ercole
- Strada Provinciale del Convento

### Ferrovie
Dopo la chiusura della ferrovia Orbetello-Porto Santo Stefano, avvenuta nel 1944, la località è servita dalla stazione di Orbetello-Monte Argentario, posta sulla linea Tirrenica e servita da treni regionali Trenitalia svolti nell'ambito del contratto di servizio stipulato con la Regione Toscana.

### Porti
- Porto del Valle a Porto Santo Stefano, infrastruttura turistica e commerciale, consente i collegamenti tramite traghetto all'Isola del Giglio e di Giannutri.
- Porto Vecchio di Porto Santo Stefano, approdo turistico originariamente utilizzato dagli Spagnoli a partire dal Seicento.
- Porto di Santa Liberata, ormeggio turistico lungo l'omonimo canale che separa il promontorio dell'Argentario dal tombolo della Giannella.
- Porto di Cala Galera a Porto Ercole, moderno e rinomato approdo turistico, tra i principali della costa tirrenica toscana.
- Porto Vecchio di Porto Ercole, antico porto della località, originariamente di pescatori, in seguito divenuto ormeggio turistico.

### Mobilità urbana
I trasporti urbani di Monte Argentario sono gestiti da Tiemme, i collegamenti interurbani vengono svolti con servizi regolari di autobus operati dalla società Autolinee Toscane.
Piste ciclabili
Numerosi sono i percorsi ciclopedonali nel comune di Monte Argentario, adatti a bici stradali e mountain bike. Molte sono le ciclopiste previste o in fase di completamento, i tratti realizzati sono: 
- Terrarossa-Feniglia-Porto Ercole, di 4 km, dalla località Terrarossa, in continuità con la tratta da Orbetello Scalo a Terrarossa[214], il percorso costeggia la laguna di Levante fino all’incrocio con la Feniglia, per poi salire verso Poggio Pertuso e scendere a Porto Ercole[215].
- Terrarossa-Santa Liberata, di 4 km, da Terrarossa, in continuità con il percorso Orbetello Scalo Terrarossa, si dirama in direzione Porto Santo Stefano, raggiungendo il canale di Santa Liberata dove inizia il tombolo della Giannella[216].
- Porto Santo Stefano-Pozzarello, di 3,2 km,[217] tratta parziale realizzata sul vecchio tracciato, in parte in galleria, della ferrovia dell'Argentario, che raggiungerà Santa Liberata e farà parte della Ciclovia Tirrenica costituendo uno dei due punti estremi della ciclovia trasversale Tirreno-Adriatico[218].

## Amministrazione

Susanna Agnelli, sindaco di Monte Argentario dal 1974 al 1984.

La comunità di Monte Argentario fu costituita il 12 maggio 1842 con Sovrano Veneratissimo Dispaccio del granduca di Toscana Leopoldo II e 
iniziò ufficialmente ad operare dal 1º gennaio 1843. 
In precedenza, anche se per brevi periodi, Porto Santo Stefano e Porto Ercole erano già stati amministrati come un'unica comunità sotto la guida di un Maire. Ciò avvenne durante la dominazione napoleonica (1801-1802 e 1808-1814), ma con la successiva Restaurazione lorenese, nel 1815 i due centri abitati dell’Argentario persero nuovamente la loro autonomia amministrativa e furono reintegrati nella comunità di Orbetello.
Il primo gonfaloniere della nuova comunità di Monte Argentario, voluta da Leopoldo II, fu Sebastiano Lambardi il quale rimase in carica dal 
1843 al 1850.

## Sport
Nuoto e pallanuoto
La Rari Nantes Argentario di Porto Santo Stefano, dal 1999 confluita nell'associazione Argentario Nuoto, fu tra le più importanti società sportive acquatiche della Toscana.
Nata nel 1946 raggiunse il suo culmine con il campionato nazionale di serie B nel 1981, 1983 e 1989.
Dalle sue file provengono sportivi di interesse nazionale e internazionale come per esempio Cosmo Milano, già campione del mondo di categoria Master sui 5 chilometri, protagonista di imprese natatorie negli anni sessanta.
Un palmares importante è invece quello dell’Argentario master femminile: due scudetti, due titoli Europei, quattro Mondiali.
Vela

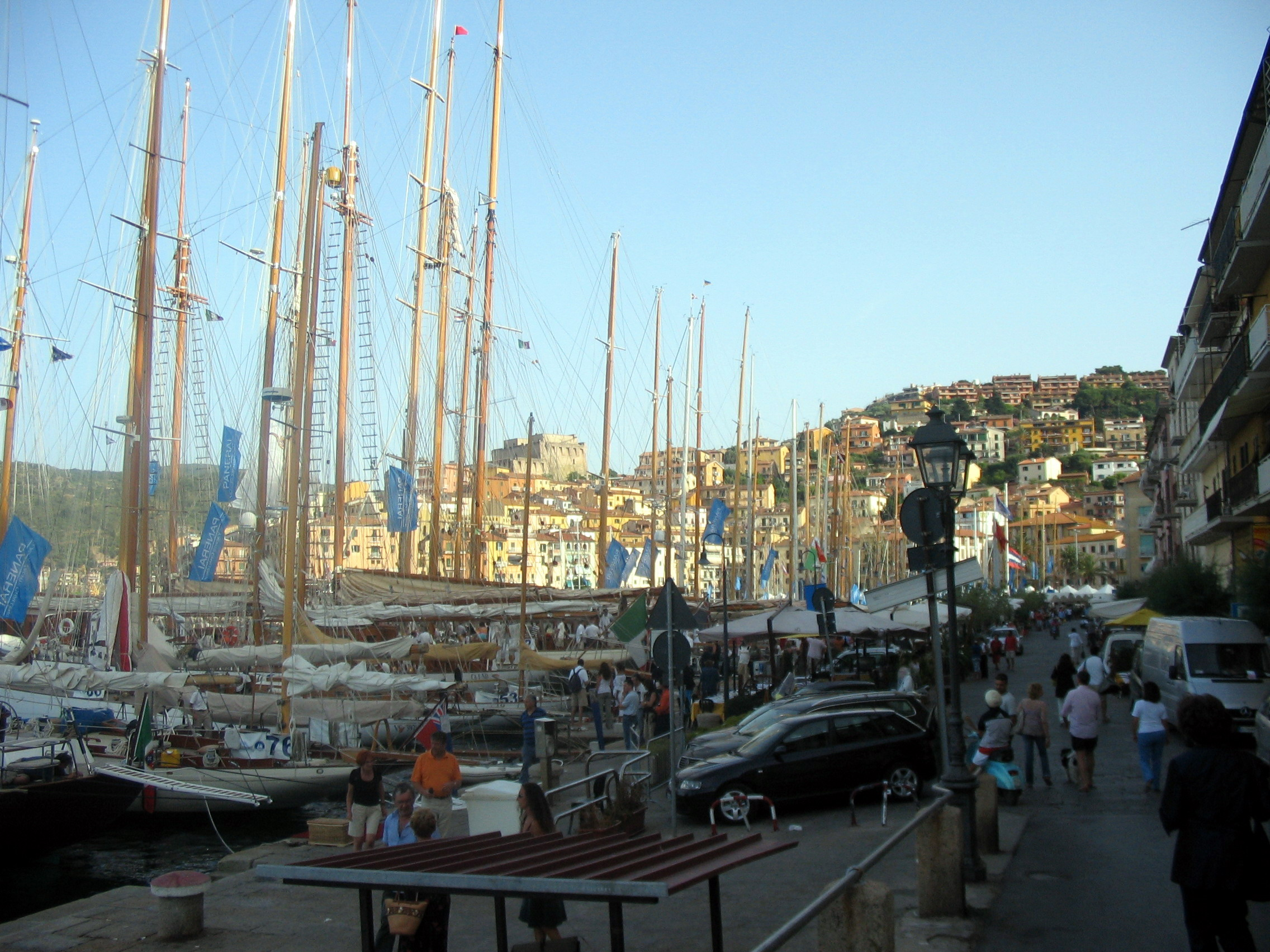
Porto Santo Stefano, Sailing Week 2006.

Numerosi velisti di fama internazionale, quali Germán Frers, Dennis Conner, Ernesto Bertarelli, Doug Peterson e Olin Stephens, hanno navigato le acque antistanti l'Argentario.
Il territorio vanta numerose scuole di vela e circoli nautici dediti all'organizzazione di ogni tipo di competizione.
Oltre ai campionati invernali, italiani e mondiali, gli appuntamenti di spicco sono la Pasquavela in primavera nel weekend di Pasqua e la Panerai Argentario Sailing Week che ha luogo annualmente.
Le società storiche più importanti sono lo Yacht Club Santo Stefano e il Circolo Nautico e della Vela Argentario con sede a Cala Galera, che organizza il più antico campionato di vela d'altura d'Italia; il Campionato Invernale dell'Argentario.
Subacquea

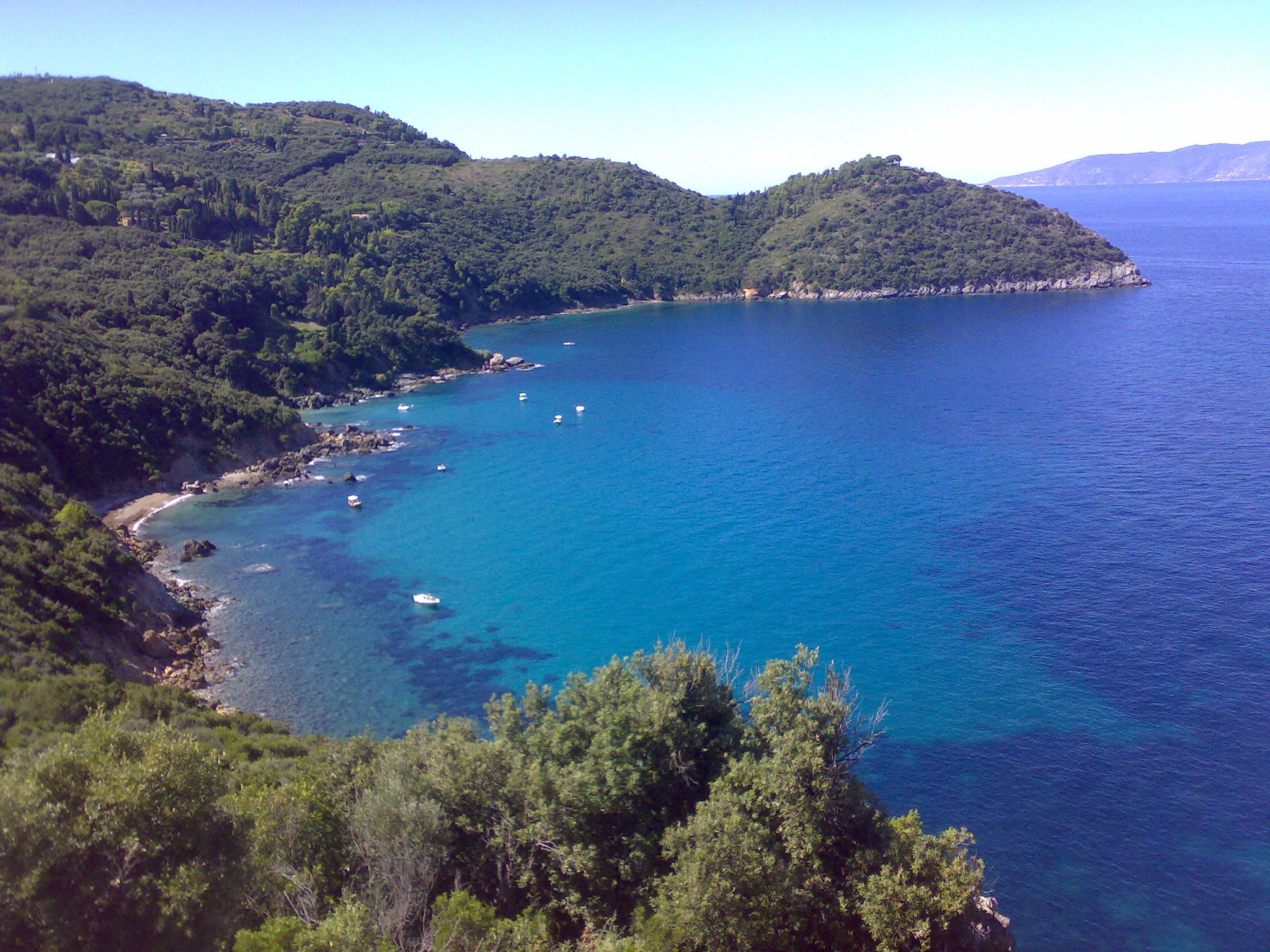
Cala Grande

I fondali dell'Argentario sono caratterizzati da abbondanza di praterie di posidonia oceanica e di falesie ornate da distese di gorgonie bianche, gialle e rosse oltre che da spugne di specie diverse.
Tale habitat favorisce la riproduzione di una moltitudine di specie ittiche endemiche, meta di subacquei ricreativi e sub tecnici.
Sono attivi in tutto l'anno numerosi centri immersioni.
Tra i luoghi d'immersione più frequentati figurano Cala Grande, Argentarola, Scoglio del Corallo, Punta Finestra, Cala dei Santi, Grotta Azzurra, Punta Naso di Papa, Punta Avoltore, Scoglio sommerso, Punta del Bove, Cacciarella (statua del Cristo), Secca di Mezzo Canale.
Polo
In località Le Piane si trova l'Argentario Polo Club, nato nel 1987.
Tra maggio e ottobre ospita tornei internazionali; organizzò l'edizione inaugurale della Ladies Polo Cup, primo torneo di polo femminile in Italia, fu pioniere dei tornei giovanili nonché il primo club europeo a organizzare un torneo in notturna a 18 handicap.
Ciclismo
Dal 2007 si svolge annualmente la Gran Fondo dell'Argentario, gara dilettantistica di mountain bike organizzata dal gruppo ciclistico Monte Argentario, facente parte del circuito MTB della maremma tosco laziale.
In due occasioni il Giro d'Italia passò per l'Argentario: nel 1972 Porto Santo Stefano fu l'arrivo della 10ª tappa (proveniente da Roma) e il giorno seguente l'Argentario fu la partenza dell'11ª tappa (verso Forte dei Marmi), mentre nel 1998 ancora Porto Santo Stefano fu l'arrivo della 4ª tappa proveniente da Viareggio.
Golf
In località Le Piane si trova l'Argentario Golf Club, campo da golf da 18 buche.
L'impianto, che ospita numerosi tornei, fu realizzato da Baldovino Dassù nel 2006. Nel 2025 ha ospitato l'Italian Open, il principale torneo golfistico italiano maschile, facente parte del PGA European Tour.

### Altri sport
A Porto Santo Stefano hanno sede la S.S.D. Argentario, società dilettantistica di calcio fondata nel 1963 e militante in Prima Categoria e l'Argentario Basket, società di pallacanestro fondata nel 1975.
In seconda categoria milita invece l'A.S.D. Porto Ercole, società calcistica.
Nella acque dell'Argentario si svolge un'intensa attività di pesca sportiva da imbarcazione, rivolta prevalentemente alle specie di passo in particolari periodi dell'anno.
Il free climbing si pratica presso le due falesie di Capo d'Uomo e Canne d'Organo, che sono meta di arrampicatori provenienti da tutta la Penisola.

### Impianti sportivi
A Monte Argentario vi sono diversi impianti sportivi comunali di primo e di secondo livello. A Porto Santo Stefano hanno sede in località Campone: la piscina comunale "I Tre Ragazzi", così chiamata in onore di tre atleti della società di pallanuoto Rari Nantes Argentario, deceduti in un incidente stradale, durante una trasferta della squadra, un campo sportivo di calcio, campi da tennis e il palazzetto dello sport con una capienza di 500 posti a sedere.
A Porto Ercole si trovano: un campo sportivo di calcio, campi da tennis e un impianto sportivo polivalente in località Molini.